# Crise post-électorale bolivienne de 2019
 (novembre 2019).
Les informations dans cet article sont mal organisées, redondantes, ou il existe des sections bien trop longues. Structurez-le ou soumettez des propositions en page de discussion.
Avec le temps, il arrive que le contenu présent dans un article devienne désordonné. Il est souvent nécessaire de réorganiser l'article de fond en comble.
- Il faut tout d’abord répartir le contenu de l'article en plusieurs sections. Les informations doivent ensuite être exposées clairement et le plus synthétiquement possible, regroupées par sujet afin d'éviter les doublons. Quelqu'un cherchant une information précise doit pouvoir la trouver rapidement en lisant la section appropriée.
- À l'intérieur de chaque section, le texte, souvent initialement sous la forme de phrases éparses, doit être regroupé dans des paragraphes de quelques lignes, en assurant un enchaînement logique et une cohérence entre les phrases.
- Lorsque l'article ou l'une de ses sections développe trop longuement un point qui n'est pas dans le cœur du sujet traité, il convient de faire une synthèse et de transférer l'ancien contenu dans des articles plus appropriés (en cas de transfert, il faut impérativement respecter la procédure Aide:Scission).

Si vous pensez que ces points ont été résolus, vous pouvez retirer ce bandeau et améliorer le plan d'un autre article.
La crise post-électorale bolivienne de 2019 — qualifiée par plusieurs acteurs majeurs de « putsch » ou de « coup d'État » —, désigne la période d'instabilité sociale et politique ayant eu lieu en Bolivie après la diffusion des premiers résultats des élections générales du 20 octobre 2019, qui donnaient vainqueur le président sortant Evo Morales dès le premier tour,,,. Le parti du candidat déclaré vaincu (Carlos Mesa, dirigeant la Communauté civique)   ainsi que certains acteurs de la société civile, notamment le Comité civique pro-Santa Cruz, en appellent à la grève générale afin de protester contre ces résultats et répondre à ce qu'ils dénoncent comme de la fraude électorale. Des manifestations et des affrontements entre partisans du président et opposants éclatent un peu partout dans le pays.
La crise débouche sur la démission et l'exil d'Evo Morales, le 10 novembre 2019. La présidence revient alors à la seconde vice-présidente de la Chambre des sénateurs Jeanine Áñez, issue de l'opposition, après la démission du vice-président Álvaro García Linera, de la présidente de la Chambre des sénateurs Adriana Salvatierra, et du président de la Chambre des députés Víctor Borda. Áñez annonce rapidement la tenue de nouvelles élections visant à pacifier le pays, mais l'agitation sociale et politique continue pendant des semaines. Finalement, l'organisation de nouvelles élections en 2020 voit la victoire dès le premier tour de Luis Arce, candidat du Mouvement vers le socialisme d'Evo Morales, avec des résultats en hausse par rapport à octobre 2019.

## Contexte

### Nouvelle candidature de Morales

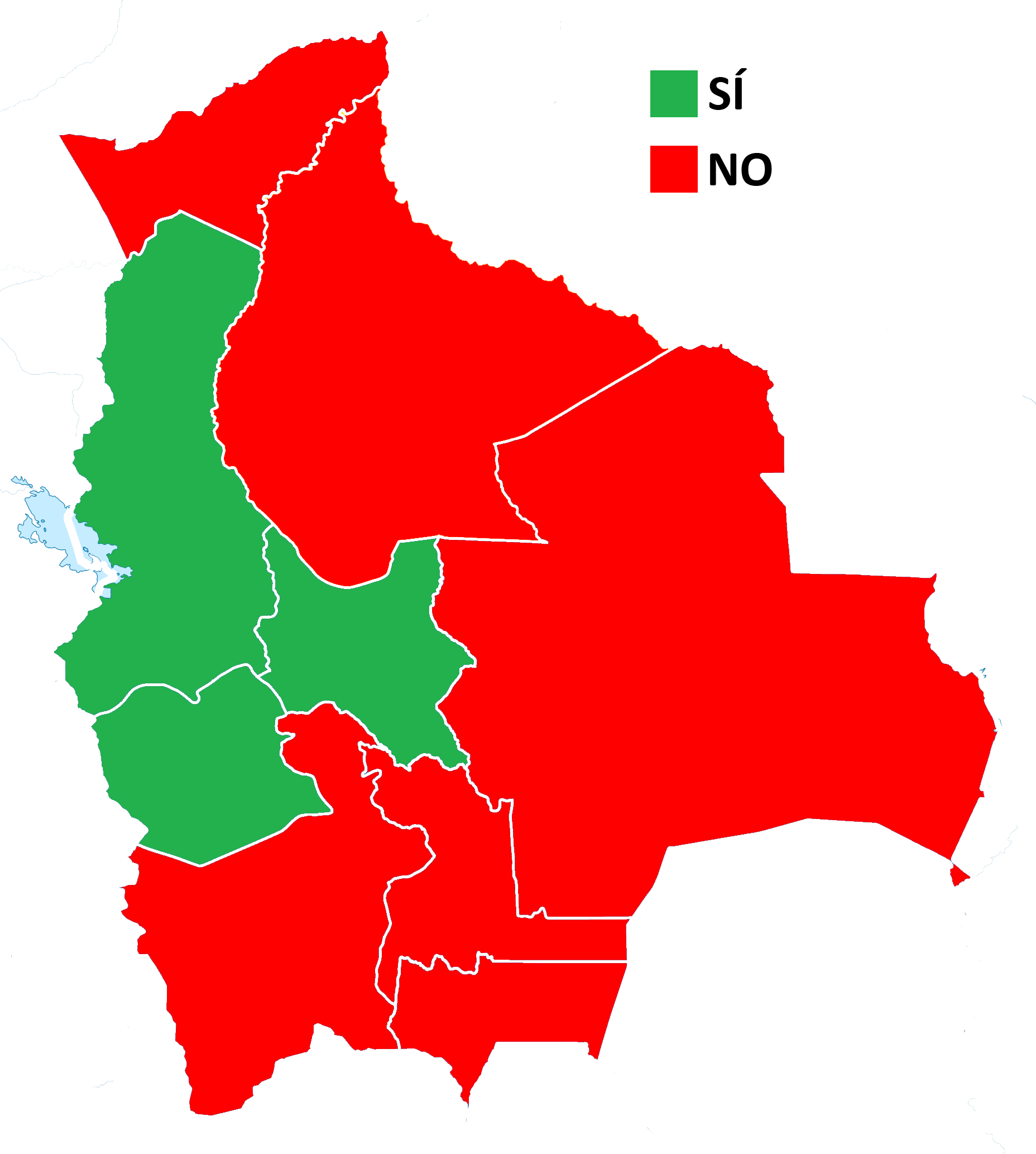
Résultat du référendum de 2016, qui rejette la modification constitutionnelle des modalités de réélection du président. En vert, les circonscriptions qui ont voté majoritairement pour la modification constitutionnelle, en rouge celles qui ont voté majoritairement contre.

L'article 168 de la Constitution bolivienne de 2009 permet au président et à son vice-président d'être réélus une seule fois, limitant ainsi le nombre de mandats à deux. Le parti au pouvoir, le Mouvement vers le socialisme (MAS), soutient un amendement de cet article. Le référendum a été autorisé par une séance conjointe de l'Assemblée législative plurinationale le 26 septembre 2015, avec 112 voix pour et 41 contre,. La Loi 757 a convoqué le référendum pour février 2016, a été approuvée avec 113 votes pour et 43 contre, et a été promulguée le 5 novembre 2015.
Le référendum a eu lieu le 21 février 2016, et l'amendement proposé a été rejeté à 51,3 % des voix exprimées. Si le « oui » l'avait emporté, cela aurait permis au président Evo Morales et au vice-président Álvaro García Linera de se représenter pour un autre mandat en 2019. Morales avait déjà été élu trois fois. La première fois, en 2006, n'a pas été comptée puisqu'elle avait eu lieu avant que la modification de la Constitution de 2009 n'introduise la limite des deux mandats.
Malgré le résultat du référendum, le Tribunal suprême de justice, en se rapportant à l'article 23 de la Convention américaine relative aux droits de l'homme, a établi un peu plus d'un an après, en décembre 2017, que toutes les charges publiques n'auraient pas de limites de mandat malgré ce qui était établi par la Constitution, ce qui a permis à Morales de se représenter pour un quatrième mandat.

### Élections générales de 2019

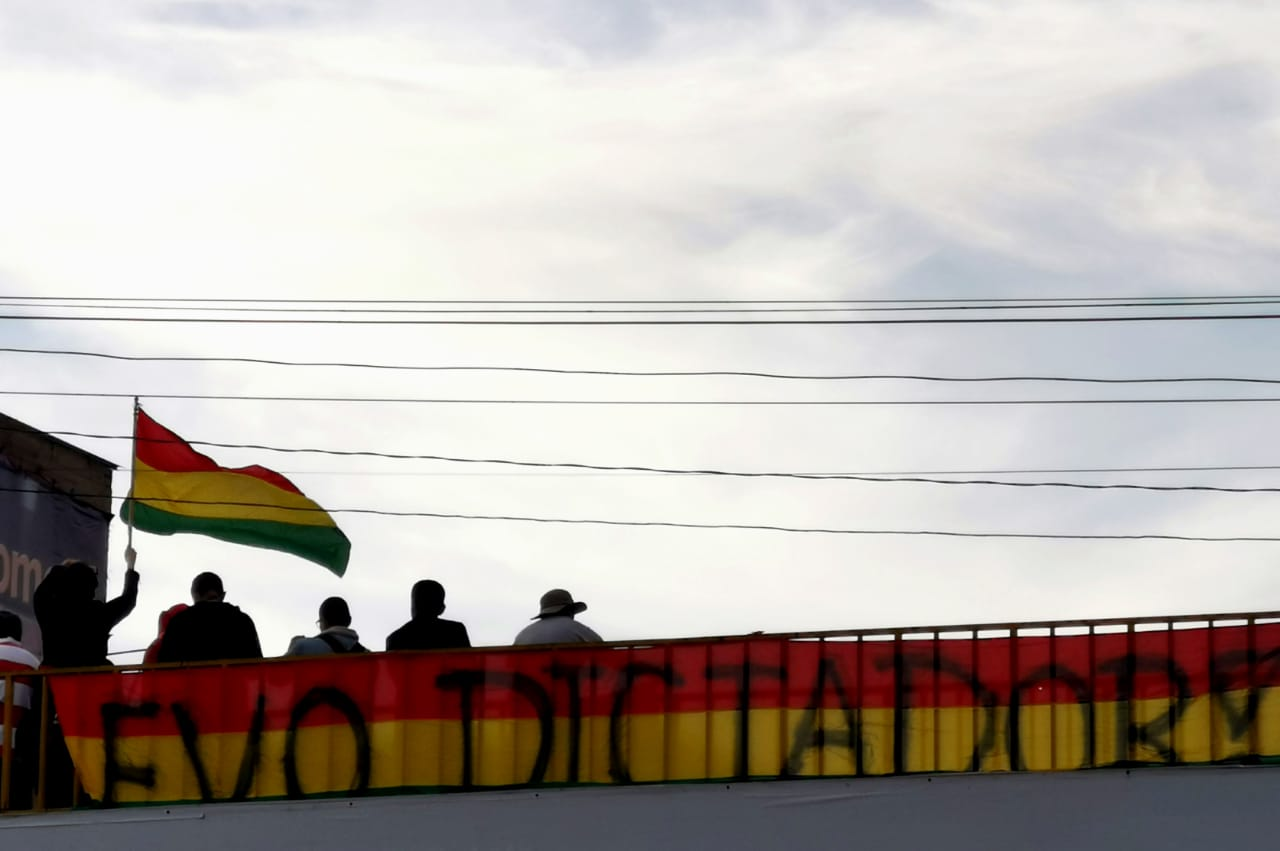
Pont avec un grafiti « Evo dictateur » en référence à la longue période de présidence d'Evo Morales depuis 2006.

La première des élections pour les mandats de président, vice-président, députés et sénateurs a lieu le 20 octobre 2019. L'Organe électoral plurinational a publié deux séries de décompte des voix peu après la fin des votes. Un sondage à la sortie des urnes sur 95,6 % des votes a montré que le président Morales avait 9,33 points de pourcentage sur son principal rival et ex-président, Carlos Mesa. Dans le système électoral bolivien, si le premier candidat a une avance de moins de 10 points sur le deuxième candidat, un deuxième tour électoral doit être organisé. Le décomptage complet était partagé en direct sur un site web officiel qui publiaient les résultats provisoires et les réactualisaient. Lorsque 83,8 % des votes avaient été décomptés, le site web donnait 45,3 % des voix à Morales et 38,2 % à Mesa, c'est-à-dire une avance de moins de dix points. Pourtant après 19 h 40, heure locale, plus aucune actualisation des résultats n'est publiée. Les autorités électorales ont expliqué que les actualisations du décompte préliminaire s'étaient arrêtées parce que les résultats officiels étaient sur le point d'être publiés ; pourtant, les résultats officiels n'ont été publiés que presque 24 heures après,.
Le candidat à la présidence Carlos Mesa déclare qu'il doit y avoir un deuxième tour en disant : « nous avons remporté un triomphe incontestable qui nous permet dire avec certitude que nous allons accéder au deuxième tour » 
trois heures avant la fin du décompte des voix.
À 21 h, le président Morales s'est déclaré gagnant des élections : « nous gagnons une fois plus, cela fait la quatrième élection consécutive que nous gagnons, ce qui est historique et inédit. [...] Nous sommes à nouveau la majorité absolue »,.
Le 21 octobre 2019, l'Organe électoral plurinational a donné une conférence de presse, pour annoncer les résultats du premier décomptage des voix effectué par le système de transmission de résultats électoraux préliminaires (TREP), publié à 19 h 30, presque 24 heures après avoir arrêté d'actualiser les résultats provisoires, en indiquant que sur 95,3 % des votes décomptés, le MAS de Morales a obtenu 46,86 % des voix contre 36,72 % pour Communauté citoyenne de Mesa, en dépassant les 10 points d'avance nécessaires pour gagner au premier tour et, comme résultat, Morales demeurerait au pouvoir pour un quatrième mandat,.
Enfin, la présidente du Tribunal suprême électoral, María Eugenia Choque, a présenté les résultats à 100 % des voix décomptées, selon lesquels le candidat du Mouvement vers le socialisme, Evo Morales, a gagné avec 47,08 % des voix et que Carlos Mesa, de Communauté citoyenne, est arrivé deuxième avec 36,51 % des voix. La différence de voix entre les deux est donc de 10,57 %.
Bien qu'elle s'attendît à ce que les zones rurales votent majoritairement en faveur de Morales, l'Organisation des États américains (OEA), a signalé que même si Morales gagnait directement, ses 10 points d'avance ne seraient pas suffisants pour se passer d'un second tour,. Tous les organismes internationaux qui surveillaient les élections ont exprimé leur préoccupation à propos du délai entre la fin de l'actualisation des résultats en direct sur internet et la publication des résultats définitifs : après 24 heures, l'avance de Morales était plus grande dans les résultats définitifs que dans les derniers résultats provisoires actualisés.
Les partis d'opposition boliviens, ainsi que des gouvernements étrangers et les observateurs internationaux ont demandé un audit du processus électoral et de ses résultats,. L'audit a commencé le 31 octobre, mené par l'OEA et observé par l'Espagne, le Mexique et le Paraguay.
Le 6 novembre, l'opposition bolivienne a publié un rapport de 190 pages qui contenait des accusations de fraude et irrégularités électorales, comme des additions de voix erronées, des données et des documents électoraux substitués par d'autres qui augmentaient les voix reçues par le parti de gouvernement, ce qui donnait un nombre de votes décomptés supérieur au nombre d'électeurs dans certains départements d'électeurs ; le rapport a été envoyé à l'OEA et aux Nations unies.
Dans son rapport final rendu le 5 décembre 2019, l'OEA estime qu'il y a eu une « manipulation délibérée » des résultats, et que l'écart réel entre Morales et Mesa est en réalité « minime », impliquant une « série d'opérations délibérées destinées à altérer la volonté exprimée dans les urnes ». Le 7 juin 2020 cependant, trois chercheurs indépendants publient une étude statistique faisant état d’erreurs dans l'étude menée par l'OEA, ; selon eux, le MAS n'a pas triché aux élections d'octobre et les conclusions de l’OEA étaient fausses ,. Les futures élections générales boliviennes du 18 octobre 2020 semblent avoir confirmé a posteriori leurs conclusions.

## Faits
Les manifestants se sont réunis face à l'hôtel ex-Radisson de La Paz, où le recompte des voix a été effectué. Le candidat d'opposition Carlos Mesa a appelé ses partisans à se réunir afin de vérifier qu'il n'y avait pas de fraude électorale, en insinuant que le tribunal électoral défendait les intérêts du Mouvement vers le socialisme (MAS) et d'Evo Morales pour essayer de faire en sorte qu'il n'y ait pas un deuxième tour aux élections générales.
Après plus de 24 heures, le Tribunal suprême électoral de l'Organe électoral plurinational (OEP) actualise les données issues du premier décompte en annonçant une victoire à une courte majorité pour Morales, et revalide ainsi une deuxième fois la non-nécessité d'un deuxième tour,,. Les partisans des deux candidats avec le plus de chances d'accéder à la présidence, Evo Morales et Carlos Mesa, se jettent dans la rue.
Le secteur universitaire, les membres de la coalition électorale Communauté citoyenne (Comunidad Ciudadana - CC) dirigée par le candidat de centre droit Carlos Mesa, et des partis d'opposition, notamment le groupe d'extrême droite Comité civique pro-Santa Cruz dirigé par Luis Fernando Camacho, réclament un nouveau décompte impartial des votes, et la démission des autorités de l'Organe électoral plurinational. Ils demandent également un deuxième tour et le respect de la décision populaire manifestée par le référendum du 21 février 2016, au cours duquel 51,3 % des participants avaient refusé que les autorités puissent être réélues à deux reprises consécutives.
Le 10 novembre, le président Evo Morales annonce l'organisation de nouvelles élections générales avec un organe électoral renouvelé. Mais plus tard, dans la journée, il annonce sa démission suivie de celles de son premier vice-président Álvaro García Linera et de la présidente du Sénat Adriana Salvatierra, sous la pression de l'armée et de la police.
Le 11 novembre, le Mexique confirme qu'Evo Morales accepte l'asile politique que Andrés Manuel López Obrador lui avait offert dans les heures suivant la question de démissionner.
En l’absence du gouvernement du Mouvement vers le socialisme (Movimiento Al Socialismo - MAS), la deuxième vice-présidente Jeanine Áñez devient présidente de l'État par charge constitutionnelle. Des dégradations sur les appartements d'Evo Morales, de membres de sa famille et d'alliés politiques sont rapportées.
À l'inverse, le candidat à la présidence Carlos Mesa et l'opposition bolivienne rejettent les accusations de putsch, tout comme le gouvernement du président Jair Bolsonaro au Brésil, et affirment que les dénonciations de fraude électorale ont joué un plus grand rôle que l'intervention de la police et de l'Armée dans la démission d'Evo Morales,. De leurs côtés, les gouvernements de la Colombie et du Pérou se limitent à demander que la transition politique se fasse de manière pacifique et en respectant la Constitution, sans parler de « coup d’État »,.

## Chronologie

### Événements post-élection

#### 20 octobre 2019
Les manifestations contre la fraude électorale présumée ont commencé dans la nuit du 20 octobre 2019 (jour des élections générales). Les manifestants se sont rassemblés face de l'ex-hôtel Radisson de La Paz, où avait lieu le dépouillement des votes. Le candidat d'opposition Carlos Mesa, a appelé ses partisans à se rassembler pour surveiller qu'il n'y ait pas de fraude électorale, en alléguant que le tribunal électoral obéissait aux intérêts du Mouvement vers le socialisme (Movimiento Al Socialismo - MAS) et d'Evo Morales pour essayer d'empêcher un deuxième tour.
Des secteurs universitaires, des membres de la coalition électorale d'opposition Communauté citoyenne (Comunidad Ciudadana - CC), dirigée par Mesa, et des partis d'opposition ont réclamé une révision impartiale des votes, et la démission des autorités de l'Organe Électoral Plurinational de la Bolivie. Ils ont également demandé l'organisation d'un second tour, et le respect de la décision populaire manifestée par le référendum du 21 février 2016, où 51.3% des participants avaient rejeté la possibilité que les autorités puissent être réélues deux fois consécutivement.
Des partis alliés du MAS ont manifesté en réclamant le respect du vote, en se déclarant eux-mêmes en « état d'urgence », en appelant à soutenir à ce parti et en écartant la possibilité d'un deuxième tour.

#### 21 octobre

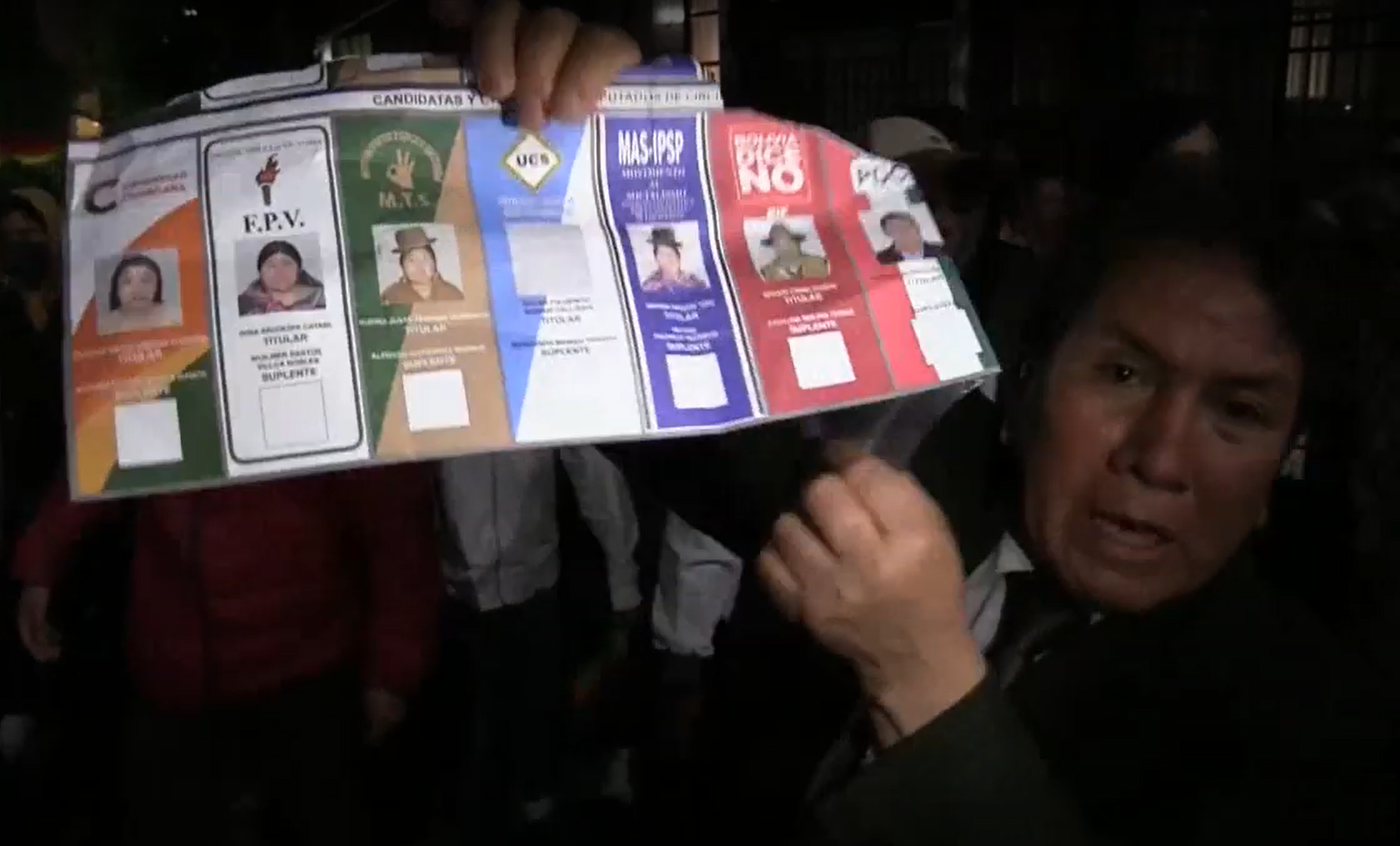
Un homme montre des bulletins électoraux blancs trouvés dans les rues de La Paz selon lui.

Les citoyens ont réalisé des veillées aux portes des centres de décompte des voix dans divers départements.
Au matin du 21 octobre, dans les quartiers résidentiels de Sopocachi et Miraflores de la ville de La Paz, des bulletins électoraux remplis en faveur du MAS et du matériel électoral a été retrouvé aux mains de personnes qui n'étaient pas des fonctionnaires du Tribunal électoral ; des vidéos filmées par des citoyens ont circulé sur les réseaux sociaux, montrant la police lancer des gaz lacrymogènes sur des habitants des quartiers résidentiels et protéger le matériel électoral et les suspects. En conséquence, le Conseil des parents des familles du district a demandé de suspendre les classes dans les écoles du centre de Sucre.
Les manifestations à Sucre sont devenues violentes, et la violence est montée jusqu'à ce qu'un incendie éclate dans un local de campagne du MAS et des bureaux de la Fédération unique de travailleurs des peuples originaires de Chuquisaca (Federación Única de Trabajadores de los Pueblos Originarios de Chuquisaca - Futpoch) ont été attaqués. Plus tard, des femmes policières, membres de l'Association Nationale des Sous-officiers, Sergents, Capitaines et Policiers (Asociación Nacional de Suboficiales, Sargentos, Cabos y Policía - Anssclapol) ont manifesté sur la Plaza 25 de Mayo pour demander le retour du calme. La leader de la manifestation, la sergente Cecilia Calani, qui portait un mouchoir blanc, exigeait que le président respecte les élections.
À Potosí, la manifestation de COMCIPO s'est terminé avec l'incendie du tribunal électoral de la région, endommageant les maisons proches. Des campements d'étudiants universitaires, sympathisants de Carlos Mesa et activistes, sont à côté d'autres centres de décompte des voix, comme l'Hôtel Presidente, l'Hôtel Real et le Campo Ferial de Cochabamba. La police de Sucre a été envoyée à Potosí pour y renforcer la sécurité et éviter des possibles troubles durant la veillée des citoyens aux portes du Tribunal électoral départemental (TED), qui dénonce des irrégularités dans le décompte des bulletins de vote.
À l'Hôtel Real des affrontements ont lieu entre des opposants et des sympathisants de Morales et la police, des groupes d'opposants ont été attaqués par la police avec du gaz lacrymogène. Des douzaines ont été blessés, dont le recteur de l'Université Majeure de San Andrés (UMSA), Waldo Albarracín, qui a été envoyé à l'hôpital de l'UMSA,,. À la suite de ces événements, le centre de décomptage de l'Hôtel Presidente a suspendu le dépouillement en raison des manifestations.
Quatre tribunaux électoraux départementaux ont suspendu le dépouillement réalisé par le TREP en raison des manifestations citoyennes qui se déroulaient à l'extérieur des centres de décomptage. Le maire de Cobija, Luis Gatty Ribeiro, et le gouverneur de Pando, Luis Adolfo Flores, ont été attaqués par un groupe de manifestants, et Flores a été hospitalisé. À Oruro, un local de campagne du MAS et un véhicule du Ministère Public ont été détruits.

#### 22 octobre

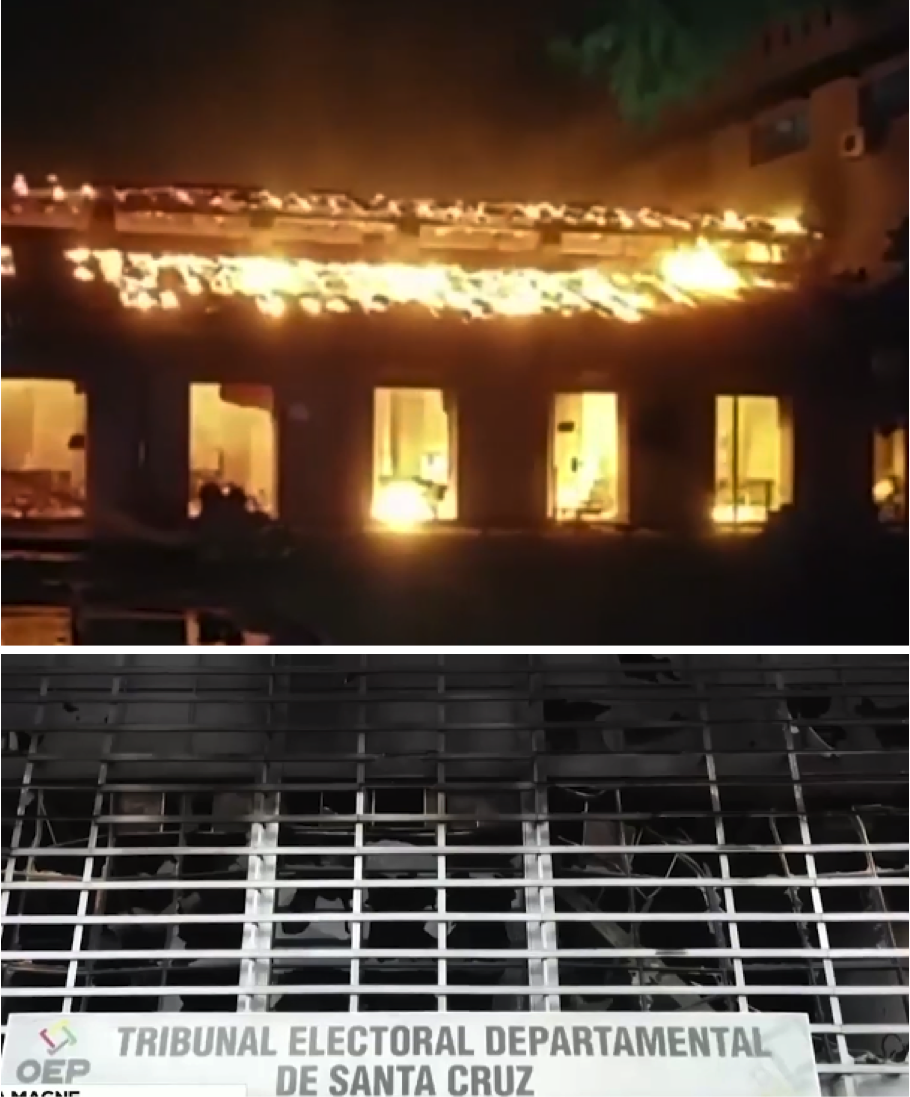
Tribunal électoral incendié à Santa Cruz (23 octobre 2019).

À l'aube du 22 octobre, la tête d'une statue d'Hugo Chávez est retrouvée devant la porte de la maison du maire de Riberalta, Omar Núñez Veille Rodríguez, après que la statue a été renversée et détruite par des manifestantes,. Chávez, ancien président vénézuélien, était ami et allié de Morales. En Cochabamba, après les violences au Campo Ferial de Alalay (FEICOBOL), qui se sont produites entre des étudiants et la police le 21 octobre, 37 étudiants de l'Université majeure de San Simón (UMSS) ont manifesté à midi sur la place Sucre contre la présumée fraude électorale. La police est intervenue avec du gaz lacrymogène,.
Epifanio Ramón Morales, leader de l'organisation Ponchos rouges, a annoncé qu'ils manifesteraient pour soutenir Morales, sans écarter le blocage de routes et la formation de barrières à La Paz, et a averti qu'ils riposteraient à d'éventuelles attaques contre eux avec des fouets et des armes.

#### 23 octobre

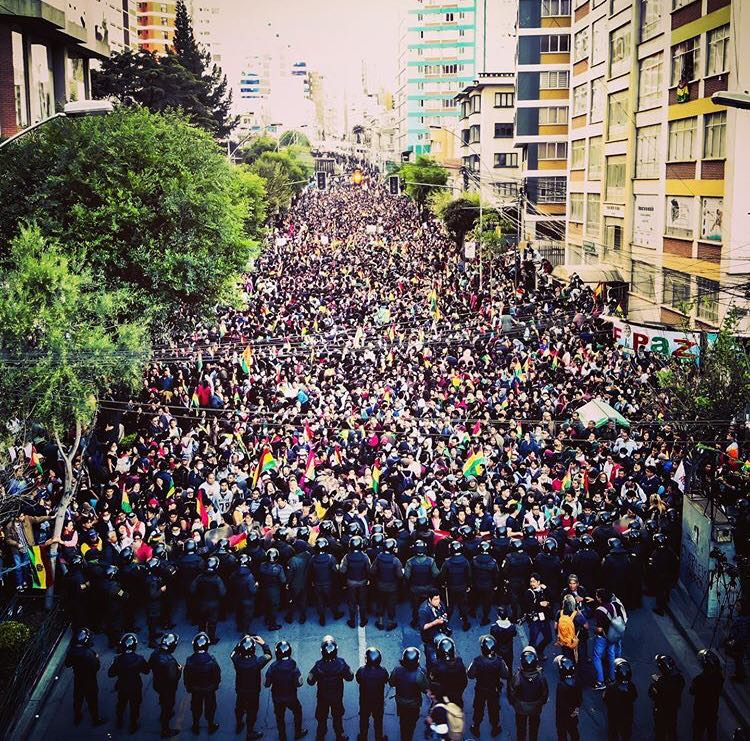
Manifestation pacifique à La Paz.

Autour de midi, les leaders de la Fédération universitaire locale (FUL) et les étudiants universitaires se sont emparés des installations du Comité civique de Tarija, en ignorant son conseil en raison de sa supposée affinité politique avec le parti de gouvernement MAS et en suivant l'appel à la grève de durée indéfinie lancé par le Conade.
Dans les départements de Chuquisaca, Santa Cruz, Tarija, Beni et Cochabamba commence le premier jour de la grève civique et citoyenne, d'une durée indéfinie. Kathia Antequera a présenté un signalement formel à la Force Spéciale de Lutte Contre le Crime (Fuerza Especial de Lucha Contra el Crimen - FELCC) de Santa Cruz à la suite de la disparition du porte-parole de Plate-forme 21F, Eduardo Gutiérrez. Le candidat à la présidence du Mouvement troisième système (Movimiento Tercer Sistema - MTS) et ex-ministre de l'éducation, Félix Patzi, a dénoncé un transfert des votes de son parti au MAS dans les provinces de Larecaja, Caranavi et Palos Blancos,.

#### 24 octobre
Le Tribunal électoral départemental a communiqué qu'il réalisait le décompte de votes dans la commune de Zudañez, parce que ses installations dans la ville de Sucre avaient été brûlées et qu'ils avaient dû continuer dans le salon de réunions de l'Entreprise publique productive de récipients en verre de Bolivie. Ainsi, le Tribunal électoral de Potosí a terminé le dépouillement dans la commune de Llallagua, sans le notifier aux délégués des partis politiques d'opposition. Selon le dépouillement, les communes de Zudañez et Llallagua ont été celles où le parti de gouvernement a réussi à obtenir plus des deux tiers des votes.
Un groupe de sympathisants du MAS a délogé un groupe d'opposants de la place du 14-Septembre à Cochabamba quelques minutes avant que Morales donne un discours sur cette place. Les opposants, qui y faisaient la grève, disent avoir été insultés et menacés.
Dans les dernières heures de la journée, des affrontements ont été reportés dans la ville de Santa Cruz, entre ceux qui défendaient la victoire d'Evo Morales au premier tour, et ceux qui demandaient la tenue d'un second tour. Selon les premiers rapports, plusieurs personnes ont été blessées à coups de pierres et de bâton, dans la commune d'El Torno. Aussi, à Cochabamba, des affrontements entre des étudiants et des sympathisants du président Evo Morales ont eu lieu, jusqu'à ce que la police les disperse avec du gaz lacrymogène. Les militants du MAS ont annoncé qu'ils demeureront à Cochabamba dans une veille jusqu'aux dernières conséquences. Luis Fernando Camacho, président du Comité Civique pro Santa Cruz, est revenu s'adresser aux Cruceños (les habitants de Santa Cruz) pour leur confirmer la poursuite de la grève, et en signalant que la Bolivie n'organisera pas un deuxième tour avec les mêmes autorités électorales qui se sont occupées du processus électoral.
Quelques ressortissants boliviens à Madrid, Milan et Berlin ont manifesté, pour demander un deuxième tour avec les candidats ayant reçu le plus de votes.
À 19 h, heure locale, l'Organe électoral plurinational a publié le décompte des votes de la Bolivie et de l'extérieur à 99,99% des votes décomptés, et la victoire de Morales ave 10,56 points d'avances, bien que ce ne soit pas encore le résultat final. Les 0,01 % restant sont des votes invalidés dans le département de Beni, où un nouveau vote doit avoir lieu.

#### 25 octobre
Le Comité civique populaire de Cochabamba a décidé d'une grève à durée indéfinie avec des mobilisations, et de tenir un conseil municipal dans l'après-midi, en informant que les marchés seront bien ouverts le samedi pour permettre à la population de faire ses courses.
Les blocages ont eu lieu jusque dans la zone sud, où ont eu lieu quelques affrontements entre des activistes et des sympathisants du Mouvement vers le socialisme (MAS) qui demandaient de pouvoir passer par ce lieu, et la fin du blocage. Le conseil municipal qui s'est réuni dans la soirée sur la Plaza 14 de Septiembre pour définir quelles mesures de pression continueraient les jours suivants. Parmi leurs nombreuses revendications, ils demandent la défense du littoral et des zones protégées, la défense du droit de vote et la destitution d'Evo Morales.
À Potosí, des campements du Comité Civique Potosiniste ont été installés, avec l'objectif d'éviter une probable « invasion » d'habitants des communes voisines, partisans du MAS, qui auraient eu l'intention de prendre le bâtiment du COMCIPO.

#### 26 octobre
Les manifestations ont redémarré à différents endroits du pays. À Cochabamba, Santa Cruz et La Paz les voies ont été à nouveau bloquées dans la matinée, et la population a accouru aux centres d'approvisionnement pour acheter nourritures. À Oruro, les étudiants ont suspendu la rentrée universitaire folklorique.
La coordinatrice départementale pour le changement de Cochabamba a indiqué entamer un blocage de routes avec contraintes et l'interdiction de récupérer les paniers familiaux - un programme du gouvernement de Morales de distribution de nourriture aux familles les plus pauvres - dans les villes si les mobilisations continuaient. Leonardo Faïence, dirigeant des Six Fédérations du Tropique a informé que les producteurs de coca étaient armés avec des bâtons distribués la nuit précédente.
Un groupe de conducteurs du transport libre, équipés avec des bâtons et des pierres, se sont dirigés du centre de Cochabamba jusqu'au sud de la ville, pour débloquer la ville. Selon les informations officielles, la police s'est mobilisée pour éviter les confrontations et le vandalisme. Selon des témoignages qui se sont basés sur des vidéos filmées par les riverains de la zone, la police a seulement escorté un groupe armé. Ils ont aussi signalé que les transporteurs ont cassé des pare-brise d'automobiles sur leur chemin.
Le président Evo Morales a déclaré à Cochabamba qu'il excluait toute « négociation politique » avec l'opposition pour résoudre la crise électorale.

#### 27 octobre
Des membres de la Fédération des producteurs de coca Mamoré - Bulo Bulo, ont bloqué la route principale qui relie Cochabamba à Santa Cruz, à la hauteur du pont Ichilo, dans la localité de Bulo Bulo, pour manifester leur soutien au président, Evo Morales. Les producteurs de coca ont annoncé qu'ils ne laisseraient transiter aucun véhicule motorisé dans ce secteur. Andrónico Rodríguez, vice-président de la Coordination des Six Fédérations du Tropique de Cochabamba, a informé Radio Kawsachun Coca que le blocage avait été mis en place pour défendre le vote rural.

#### 28 octobre
La contestation s'intensifie avec de nombreux blocages et des affrontements entre les forces de l'ordre et des manifestants pro et anti Morales à La Paz, Cochabamba et Santa Cruz.
28 octobre à La Paz
À cause des blocages des points stratégiques qui empêchaient une circulation normale des véhicules et des transports publics dans la matinée, la demande du service de transport Mi Teleférico a été tellement massive qu'il s'est bloqué,. La Direction départementale de l'Éducation de La Paz a informé que les services éducatifs fonctionneraient normalement, pourtant le Corps des Enseignements a déclaré une grève de 24 heures, avec suspension des activités scolaires.
Des membres du syndicat mixte de Mineurs de Huanuni et d'autres centres, sont arrivés à la ville de La Paz pour soutenir le président Evo Morales, faisant usage de bâtons de dynamite pour se dégager un passage sur leur chemin, en enfreignant la loi 400 (article 8) et l'arrêté suprême 2888,,,. Le bruit des dynamites a résonné tout au long de leur parcours à travers La Paz. « Nous présentons nos excuses à la population par le bruit de les dynamites, qui fait partie de nos traditions », a déclaré le secrétaire général du syndicat de travailleurs miniers de Huanuni, David Choque. Le dirigeant général de la Centrale ouvrière bolivienne (COB), Juan Carlos Guarachi, se trouvait à ses côtés. Lorsque les mineurs sont arrivés sur la place Obelisco, ils ont été accueillis sous les applaudissements des fonctionnaires. Ils ont insulté et ils ont agressé des riverains et des étudiants de la faculté d'Ingénierie de l'Université majeure de San Andrés qui bloquaient le secteur.
Un conseil municipal s'est tenu dans l'après-midi, des slogans qui demandaient la démission de Morales pour mettre fin au conflit social ont résonné sur l'avenue Costanera de La Paz, ce qui a entraîné des attaques violentes de partisans du Président contre des riverains qui bloquaient pacifiquement les rues pour dénoncer la fraude électorale.
Des partisans du Mouvement vers le socialisme (MAS) et des chauffeurs[Qui ?] ont attaqué dans la matinée avec des bâtons et des pierres des logements et une automobile dans la zone sud de La Paz, les voisins ont filmé ces faits et les ont publiés sur des réseaux sociaux,.
Le secteur des interculturalités a annoncé qu'ils implanteront des barrières autour la ville de La Paz, pour faire respecter les résultats du Tribunal électoral et qu'Evo Morales soit ratifié comme président, et ils ont menacé de couper l'eau au siège du gouvernement s'il ne mettait pas fin à la grève.
28 octobre à Cochabamba
Les affrontements entre des habitants partisans de la CC (le parti du candidat Mesa) et des transporteurs partisans du MAS (le parti du prédident Morales) ont provoqué cinq blessés, dont un policier de la UTOP. Dans la Zone Sud (Avenues Panamericana et 6 de Agosto), plusieurs passants ont été affectés par les gaz lacrymogènes de la Police Bolivienne.
Un groupe de citoyens a fermé et encerclé les bureaux des Services d'impôts nationaux (Servicios de Impuestos Nacionales - SIN) et de la Bolivienne de l'aviation (Boliviana de Aviación - BOA) surveillés par la police.
Vers 20 h 30 des affrontements ont eu lieu entre des mineurs et des personnes qui bloquaient la rivière Huayculi, à Quillacollo, qui se sont étendus quelques heures plus tard à la ville de Cochabamba.
Dans la journée, au moins cinq blessés ont été recensés.
28 octobre à Santa Cruz
Le commandant de la police de Santa Cruz, Igor Echegaray, a confirmé que cinq personnes ont été blessées par arme de feu durant les affrontements, et qu'une personne de l'Union des Jeunes Crucénistes, un mouvement paramilitaire raciste proche du groupe d'opposition d'extrême-droite Comité civique pro-Santa Cruz, a été identifiée portant un pistolet et distribuant des coups.
Les réseaux sociaux ont diffusé des images montrant des dizaines de personnes s'affrontant avec des pierres, bâtons, pétards et cocktails molotov dans la commune de Mairana. Elles montrent aussi quelques motocyclettes en train de brûler et des rumeurs prétendaient qu'une personne était morte. Le commandant départemental de la Police de Santa Cruz, Igor Echegaray, a démenti les décès.
28 octobre à Potosí
Les mineurs de la mine San Cristóbal en assemblée générale ont exigé l'annulation des résultats des élections générales, tout en refusant de soutenir un parti en particulier.

#### 29 octobre
La zone sud de La Paz a été bloquée le mardi dès l'aube. Des barricades ont été montées en protestation contre la fraude électorale présumée. Sur l'avenue Arce, dans la zone de Sopocachi, des policiers ont levé les blocages des riverains en faisant usage de lacrymogènes et ont rétabli la circulation. Il est arrivé la même chose au phare Murillo, à la limite des villes de La Paz et d'El Alto, où les policiers ont délogé les personnes qui manifestaient. Les résidents du macro-district paceño de San Antonio qui bloquaient les voies à cet endroit, pour protester contre la fraude électorale, sont allés aux installations de Bol 110 pour demander aux policiers de les protéger contre des attaques de chauffeurs, ce que les policiers ont décidé d'ignorer.
Des centaines de riverains, de jeunes, de transporteurs, de syndicalistes et de professionnels ont pris part à une marche — dite « pacifique » en intention initiale — pour débloquer l'avenue Villazón jusqu'à la commune de Sacaba et plusieurs voies de la zone sud de la ville de Cochabamba ; pourtant, cela s'est terminé en affrontements qui avaient pour objectif de rendre à la liberté de circulation les voies de toute la Région métropolitaine de Kanata, Cochabamba, lesquelles étaient tenues par des militants de la CC.
À son tour le candidat à la présidentielle Carlos Mesa a rejeté définitivement la régularité des résultats électoraux et a déclaré au cours d'un conseil municipal de La Paz souhaiter « ou la prison ou la présidence »,.

Le vice-président Álvaro García Linera a invité Carlos Mesa à se rajouter à l'audit de l'OEA, du Mexique, du Pérou, du Paraguay et d'autres pays. À son tour, le candidat à la présidentielle Carlos Mesa a accepté l'audit avec la condition qu'il soit contraignant, et que d'autres institutions avec d'autres intérêts politiques demandent l'annulation des dernières élections,,,,. Même après les déclarations de représentants des deux principaux partis, le climat reste incertain en Bolivie, les manifestations, blocages « pacifiques » et les marches « pacifiques » continuent.

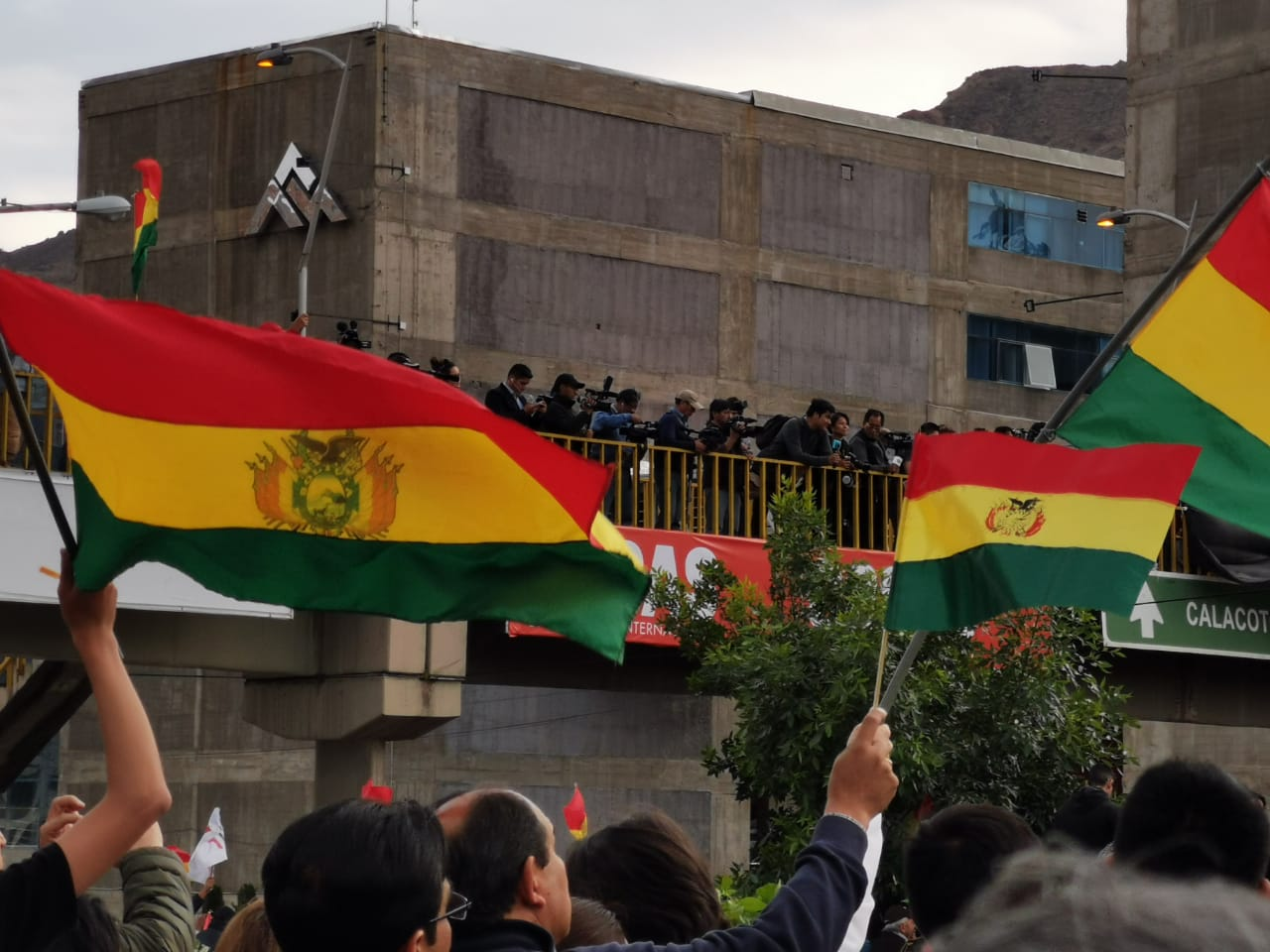
Blocage humain à Calacoto.
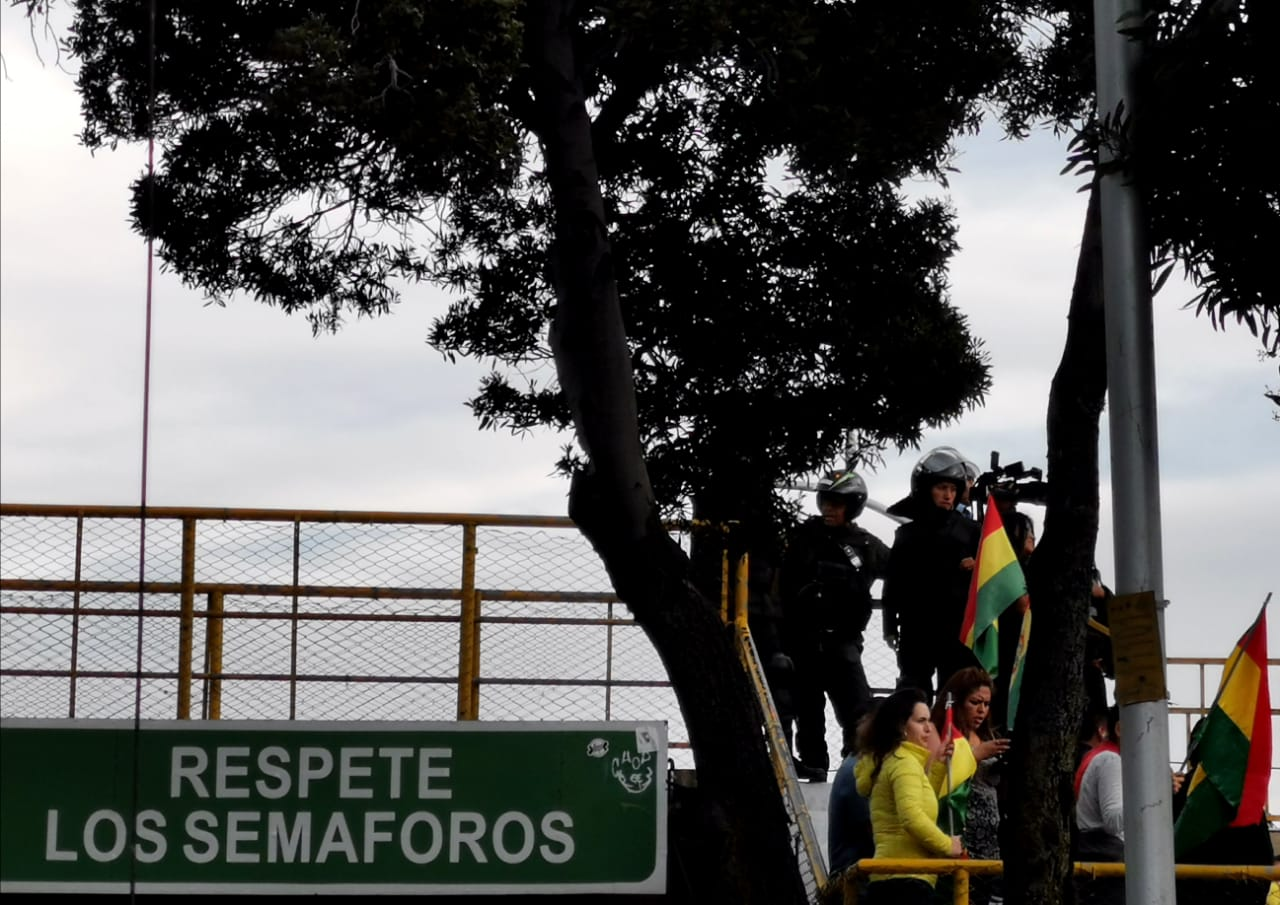
Police nationale de Bolivie évitant le passage des manifestants.
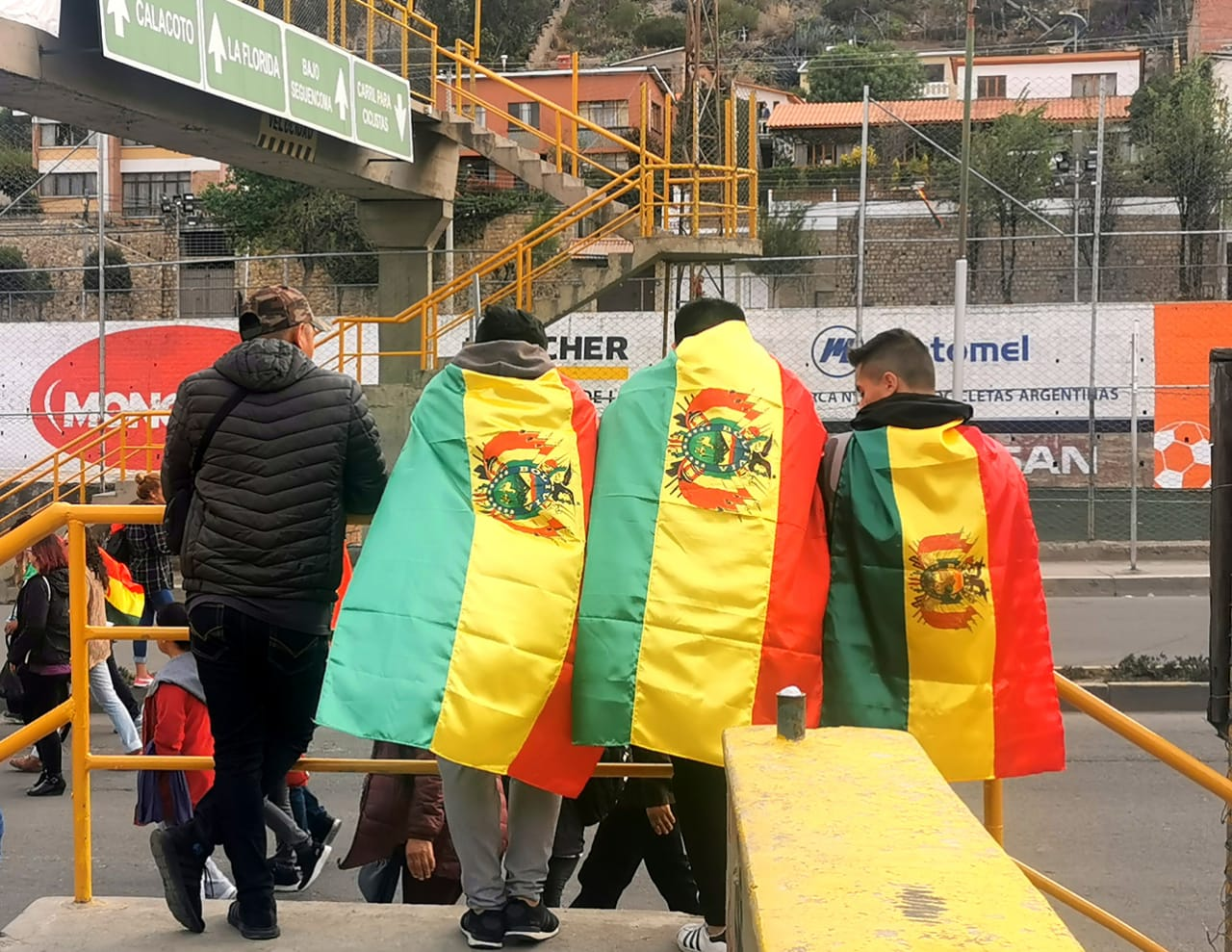
Partisans des manifestations avec le drapeau bolivien.
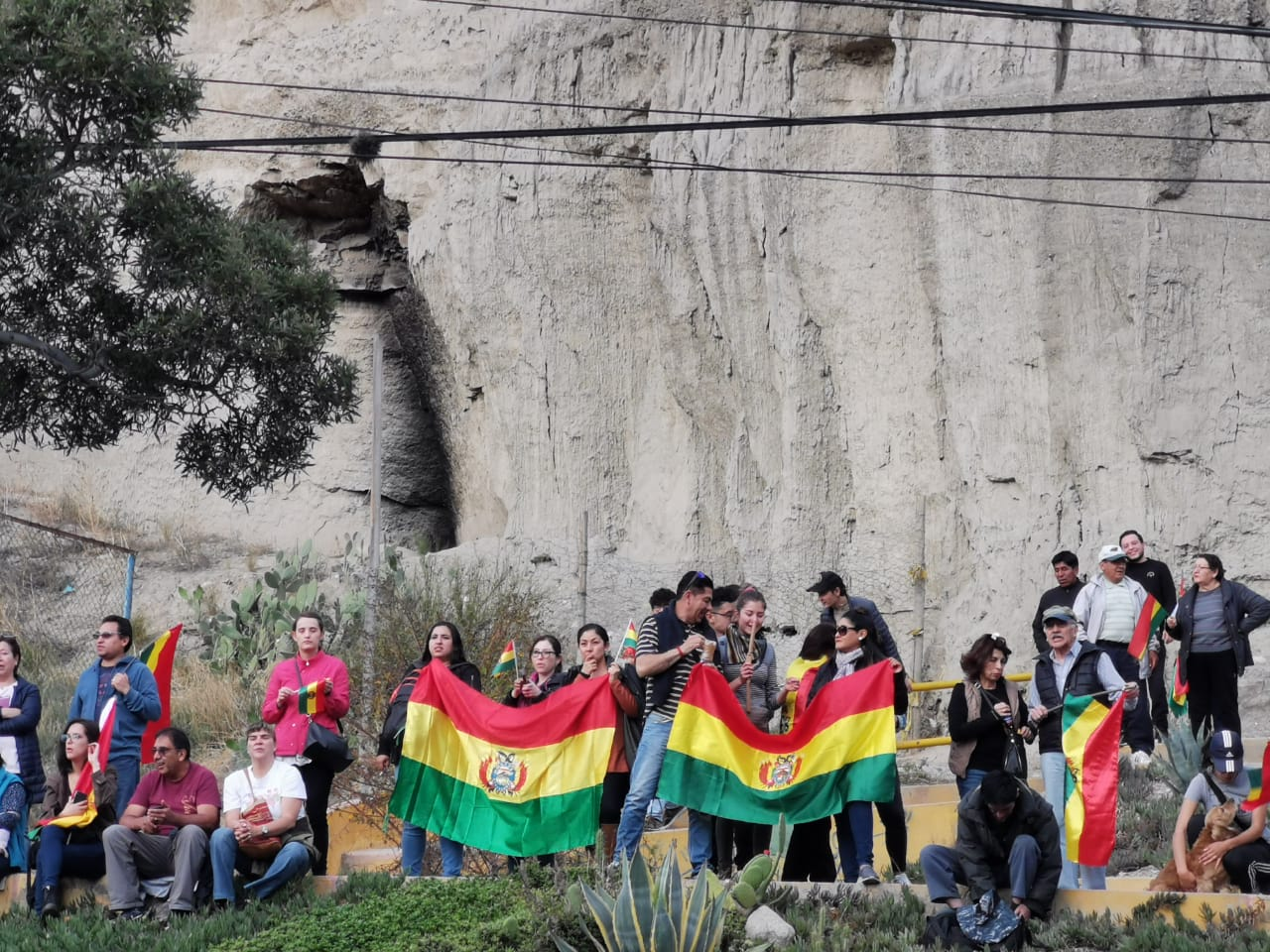
Citoyens en faveur des manifestations.

#### 30 octobre
Le candidat Carlos Mesa retire sa déclaration dans laquelle il disait accepter l'audit de l'OEA.
À La Paz, les résidents de la zone urbaine résidentielle Alto Seguencoma ont dénoncé les dégâts causés sur des voitures par des partisans du Gouvernement au cours d'une manifestation dans la zone Sud de la ville, qui se trouve près d'Alto Seguencoma. Selon les dénonciateurs, des menaces ont été proférées sur haut-parleurs, « Si vous continuez de (...?) les voisins, nous allons ravager vos maisons à Río Abajo ce weekend. Nous perdons notre argent car nous ne pouvons pas faire circuler nos produits, à vous cela vous coûtera vos maisons » .
À Potosí, une assemblée des bases de la Fédération des coopératives mineures du département de Potosí (Fedecomin) a exigé la convocation de nouvelles élections générales, en refusant les résultats de celles du 20 octobre.
Au moyen d'un manifeste envoyé aux travailleurs, l'ex-dirigeant de la Centrale ouvrière bolivienne a appelé à la désobéissance syndicale envers les actuels dirigeants de la COB, en les désignant comme des partisans du parti au pouvoir.
À Santa Cruz de la Sierra, le collectif Ríos de Pie (« Rivière Debout ») a réalisé très tôt le matin une prise symbolique, en organisant un sit-in devant les portes des locaux de la chaîne étatique Bolivia TV, accompagné de panneaux portant la phrase « fermeture citoyenne », en exigeant une meilleure responsabilité informative de ce média. De plus, ils ont créé un compte Facebook intitulé Bolivia TV Ciudadana (Bolivia TV citoyenne), avec un logo similaire à celui de la chaîne étatique, où ils partageront leurs informations.
À Montero, plus spécifiquement sur le pont de l'Amitié, au bord du Río Piraí, un groupe de manifestants partisans du MAS ont pris le pont, et des affrontements avec des opposants au gouvernements y ont été rapportés. Dans des vidéos auxquelles le journal El Deber a eu accès, on peut voir des sympathisants d'Evo Morales amenés à bord d'un camion et de huit bus inter-provinciaux.
La violence envers les partisans du MAS cause également des dommages matériels et blesse des sympathisants de ce parti ; et même pire, la sœur d'un des morts dénonce : « Ils l'ont tué comme un chien »
Dans la journée, des commerces ont été vandalisés, par exemple des militants du MAS ont lancé des pierres sur les vitres du supermarché Hipermaxi pour les briser. Selon un bulletin rendu public par la police, une bagarre a laissé Adrián Marché Égüez, 43 ans, blessé par arme à feu et il a dû être envoyé à l'hôpital San José Obrero.
À Cochabamba, des centaines de personnes se sont réunies dans divers secteurs de la ville. Un des rassemblements a eu lieu sur la place des Banderas, en demandant la démission du commandant de la police de Cochabamba, Raúl Grady, et de convoquer de nouvelles élections générales. Un autre rassemblement a eu lieu sur les avenues du 6-Août et de l'Indépendance, zone sud de la ville, en ne reconnaissant pas le résultat des élections, et en exigeant la convocation de nouvelles élections. Ils ont également demandé aux habitants de la zone sud d'arrêter de bloquer les rues.

#### 31 octobre - 2 novembre
Le 31 octobre 2019, les assemblées populaires de La Paz et de Santa Cruz ont exigé de nouvelles élections et la démission d'Evo Morales. Le 2 novembre 2019, le bloc d'opposition a lui aussi exigé la démission du président dans les 48 heures.

#### 6 novembre
Le centre-ville d'Oruro a été la scène d'affrontements entre des secteurs qui reconnaissent les résultats officiels et qui sont affiliés au Mouvement vers le socialisme (MAS), et les universitaires qui soutiennent les citoyens qui bloquaient les différentes voies urbaines. La police a gazé le lieu pour disperser les manifestants. Après l'affrontement, les secteurs affiliés au MAS se sont dirigés vers la place du 10-Février.
Vers 20 h, le mercredi, dans la ville d'El Alto, après que le président du Comité civique Pro Santa Cruz, Fernando Camacho, est arrivé, des groupes affiliés au Mouvement vers le socialisme (MAS) se sont affrontés avec les agents de sécurité du Comité civique. Des policiers sont intervenus, et ont fait usage d'agents chimiques, pour disperser les sympathisants du MAS, qui étaient équipés de boucliers en calamine et de pierres.
Le transport urbain, le syndicat mixte de Micros, Buses et Taxtrufis, en plus du transport inter-provincial, ont annoncé entamer une grève indéfinie à partir de minuit le mercredi, avec blocage de rues et d'avenues, en exigeant de nouvelles élections et de nouveaux membres du Tribunal suprême électoral (TSE).
Le premier affrontement est arrivé au matin du mercredi 6, sur la place Busch face au siège de la Fédération du Tropique de Cochabamba. Des gardiens de prison qui soutiennent le président Evo Morales se sont rendus en ville équipés de bâtons, de pierres et de radios, à deux pâtés de maisons de la place principale de la ville de Cochabamba, qui est le point de rassemblement d'un groupe de jeunes et d'ouvriers qui ont monté une barricade sur les avenues Ayacucho et Heroínas, dans la zone centrale de la ville.
Une foule nombreuse de militants du MAS provenant des communes de Sipe Sipe, Bolívar et Tapacarí est passé aux environs de 11 h par la commune de Vinto, en direction de Quillacollo pour débloquer des points qui étaient fermés depuis 14 jours, comme la rivière Huayculi.
Après avoir débordé un cordon de cinquante policiers qui s'interposait entre les deux camps, plusieurs dizaines de cas de personnes blessées à la tête ou aux visages à cause de contusions et d'autres types de lésions ont été rapportés jusque vers 14 h, pendant les affrontements à Quillacollo. « Il y a plus de cinquante [blessés], nous avons des patients qui ont reçu des coups à la tête et des patients dans un état grave qui ont été transférés à l'hôpital Viedma », a informé l'administrateur de l'hôpital Beningo Sánchez, Armando Reyes.
Un jeune de 20 ans identifié comme Limbert Guzmán Vasquez a été blessé par l'onde de choc d'un explosif non-identifié, et souffre de blessures internes et à la tête. Il a été celui qui a le diagnostic le plus grave, et se trouve dans un état post-arrêt cardiorespiratoire et de mort cérébrale. Il a initialement été transporté à l'hôpital de Colcapirhua, puis dans une clinique privée de la ville et enfin à l'hôpital Viedma, où il a été réanimé et où il se trouve dans un état très délicat. Après les violents affrontements rapportés dans la commune de Quillacollo, l'hôpital public Benigno Sánchez a informé qu'il a reçu plus de 60 blessés, la plupart pour des contusions. Toutefois, cet hôpital fait aussi remarquer qu'il n'a reçu aucun mort décédé à cause des confrontations.
L'ancien dirigeant départemental du MAS à Cochabamba et ex-vice-ministre de l'Interculturalité (2017-2018), Feliciano Vegamonte, a été séquestré par un groupe de jeunes qui se faisait appeler Résistance Juvénile Cochala, qui l'ont obligé à s'agenouiller et à demander pardon pour les affrontements.
Une foule a incendié la mairie de la ville de Vinto. Patricia Arce, maire de la commune, a été traînée dans la rue, où elle a été arrosée de peinture et tondue, avant d'être secourue par la police.

#### 8 novembre
Le 8 novembre 2019, quelques heures après l'annonce émise par l'entreprise Ethical Hacking, qui avait passé un contrat avec le Tribunal suprême électoral, dans laquelle elle conclut que les élections avaient été prouvées « corrompues », un groupe de policiers membres du groupement Unité tactique d'opérations policières (Unidad Táctica de Operaciones Policiales - UTOP), basé à Cochabamba, s'est révolté contre le commandant de leur corps, en signalant qu'il leur avait ordonné de réprimer des manifestants opposants qui continuaient de demander la démission du président Evo Morales,. Durant la nuit, la révolte s'étend d'abord aux commandos de la police de Sucre (sud, la capitale de la Bolivie) et de Santa Cruz, dans la région riche de l'est du pays et bastion de l'opposition, mais pendant la nuit du vendredi au samedi la rébellion des agents s'étend aux autres régions (neuf en tout), sauf à La Paz et Pando (au nord à frontière avec le Brésil et le Pérou), selon des médias locaux.
Selon des médias internationaux, les policiers de La Paz ont rejoint la révolte pour revendiquer une amélioration de leurs conditions de travail, dont bénéficier des mêmes conditions salariales et du même régime de retraite que les militaires.
Le samedi, la police de La Paz force à se replier une de ses unités qui s'était approchée de la place Murillo, où se trouvent les sièges du gouvernement et du Parlement boliviens, un jour après que des hommes en uniforme se sont révoltés dans plusieurs régions. Plusieurs chaînes de télévision ont montré de nombreux policiers se rendant au siège de l'UTOP, dont la porte a été ornée d'un drapeau bolivien.

#### 9 novembre
Le président Evo Morales invite les partis d'opposition à un « dialogue ouvert ». Carlos Mesa le rejette et répond : « Je n'ai rien à négocier avec Evo Morales et son gouvernement ».
L'armée se prononce pour la première fois depuis l'élection présidentielle et avertit qu'elle ne fera pas face au peuple bolivien tant qu'il demandera une solution politique.
La région d'Oruro a enregistré une vague de violence avec plus de 30 blessés dans les affrontements entre les partisans et les opposants à Morales. Le président dénonce un groupe d'opposants qui a incendié la maison de sa sœur et celles des gouverneurs d'Oruro et de Chuquisaca
Des opposants boliviens ont pris d'assaut les principaux bureaux de la radio et la télévision d'État, les obligeant à suspendre leurs services d'information. Quelques heures après, deux médias d'État de la Bolivie ont été harcelés par des manifestants dans la ville de La Paz, qui ont ensuite visé les bureaux de la Défenseure du Peuple. Le siège de la télévision d'État Bolivia TV et de la chaîne de radio Patria Nueva dans le centre de La Paz a été l'objet d'un blocage, avant que les employés de ces médias ne parviennent à sortir.

### Démission d'Evo Morales

#### Rapport de l'OEA
L'Organisation des États américains rend public le rapport préliminaire du Groupe des auditeurs du processus électoral en Bolivie dans lequel ils identifient plusieurs irrégularités. La secrétaire générale de l'OEA émet un communiqué où elle considère que le processus électoral doit être repris depuis le début. Elle signale aussi qu'il manque encore le rapport final :
Le 10 novembre 2019, Evo Morales déclare avoir « décidé de renouveler l'ensemble des membres du Tribunal électoral suprême » et de « convoquer de nouvelles élections qui permettront, en votant, au peuple bolivien d'élire démocratiquement de nouvelles autorités ».

#### Démission d'élus et de responsables politiques et/ou gouvernementaux
Le gouverneur de Potosí, Juan Carlos Sourcils, a démissionné pour garantir la sécurité de sa famille. Le maire de Sucre, Iván Arciénega, a aussi déclaré qu'il allait démissionner de son poste via une lettre concise dans laquelle il déclare: « Je fais connaître ma démission irrévocable de ma charge de maire afin de contribuer à une solution qui permettrait une sortie de crise pacifique au conflit que traverse le pays et un rétablissement de la démocratie, de l'ordre constitutionnel et des droits des personnes dans leur intégralité, pour une Bolivie unie ».
Ces deux démissions ont eu lieu les 9 et 10 novembre 2019. Quelques heures auparavant, la ministre de la Santé a démissionné car elle avait reçu des menaces, en dénonçant le fait que sa maison a été incendiée, et que celle du président Evo Morales a été pillée par des forces paramilitaires. Elle désigne les opposants Luis Fernando Camacho et Carlos Mesa comme les véritables responsables de toute attaque contre sa personne ou celles d'autres représentants des autorités. Le vice-chancelier, deux gouverneurs et le président de la Chambre des Députés de Bolivie démissionne aussi.

#### Action de l'opposition
Le leader de l'opposition d'extrême-droite Luis Fernando Camacho se rend au palais présidentiel pour lui remettre lui-même une lettre de démission en blanc. Il prend une photo à genoux devant une bible posée sur un drapeau bolivien sur le sol du palais, pour "ramener Dieu au Palais Brûlé" (le nom du palais présidentiel Palacio Quemado se traduit littéralement par « Palais Brûlé »), et il qualifiera la démission de "justice divine".
Quelques heures avant la démission, Luis Fernando Camacho a informé de l'existence d'un mandat d'arrestation contre Evo Morales émis par la Police Nationale et les Forces Armées. Morales a dénoncé l'existence de ce mandat d'arrestation « Des groupes violents ont attaqué mon domicile. Les putschistes détruisent l'État de Droit ».
Le soir même, des milliers de personnes descendent dans la rue pour célébrer la démission d'Evo Morales.

#### Prise de position de l'armée et des syndicats
Le 10 novembre 2019, la Centrale ouvrière bolivienne a demandé à Morales de « démissionner, si c'est nécessaire » pour pacifier le pays.
À signaler que, au contraire de réglementations existantes dans d'autres pays qui interdisent aux forces armées n'importe quel type d'intervention dans la politique nationale, dans le cas bolivien la Loi no 1405 - Loi Organique des Forces Armées établit dans son article 20° que le grand commandement militaire peut « suggérer » des solutions envers des situations conflictuelles de caractère interne et externe.« Article 20.- Les attributions et responsabilités fondamentales du Haut Commandant Militaire sont :

[...]
 b. Analyser les situations conflictuelles internes et externes, pour suggérer à qui-de-droit les solutions appropriées. »
Cet article a été invoqué par Williams Kaliman au moment de lire la décision des forces armées qui suggérait au président que de renoncer à sa charge.

#### Démission d'Evo Morales et exil
Le président de l'État, Evo Morales, annonce le dimanche 10 novembre sa démission après presque 14 ans au pouvoir en Bolivie, afin de mettre fin à la violence dans le pays après trois semaines d'affrontements entre ses partisans et ses détracteurs, qui ont provoqué au moins trois morts et des centaines de blessés. De même, plusieurs ministres, le président de la Chambre des Députés, deux gouverneurs et deux maires démissionnent aussi. Cependant, il faut noter qu'à chaque fois, la famille des démissionnaires avait reçu des menaces et/ou leurs maisons avaient été vandalisées, pillées ou incendiées par la partie d'extrême-droite de l'opposition,.
Le vice-président de Morales, Álvaro García Linera, a aussi démissionné ainsi qu'Adriana Salvatierra, présidente de la Chambre des sénateurs, et  Víctor Borda, président de la Chambre des députés. Des secteurs de l'opposition dirigés par le chef d'entreprise Luis Fernando Camacho ont occupé le palais gouvernemental.

#### Décision de la deuxième vice-présidente du Sénat
Dans la soirée du 10 novembre, la sénatrice de droite Jeanine Áñez, deuxième vice-présidente du Sénat et la plus haute autorité restante dans l'ordre de succession, a annoncé qu'elle assumerait temporairement la présidence à compter du 11 novembre, avec la responsabilité de convoquer de nouvelles élections. Elle a déclaré qu'elle assumera cette charge une fois que le Sénat aura reconnu officiellement toutes les démissions.

#### Arrestation de la commission électorale
Le 10 novembre 2019, le Ministère public Général a ordonné l'arrestation des membres des tribunaux électoraux nationaux et départementaux,.

#### Sollicitation de l'asile politique
Le gouvernement du président du Mexique, Andrés Manuel López Obrador, qui avait félicité Morales pour son appel à des nouvelles élections, lui offre l'asile politique après l'annonce de sa démission,. L'ambassade du Mexique à La Paz a informé que 20 fonctionnaires du gouvernement de Morales étaient réfugiés dans ses locaux, sans préciser leurs identités, et l'homme politique Carlos Romero a trouvé l'asile dans l'ambassade d'Argentine.

### Événement post-démission
Dans la soirée du 10 novembre, la sénatrice de droite Jeanine Áñez, deuxième vice-présidente du Sénat et la plus haute autorité restante dans l'ordre de succession, a annoncé qu'elle assumerait temporairement la présidence à compter du 11 novembre, avec la responsabilité de convoquer de nouvelles élections. Elle a déclaré qu'elle assumera cette charge une fois que le Sénat aura reconnu officiellement toutes les démissions.
Dans la même soirée, après la démission de Morales, un groupe de personnes masquées prennent l'ambassade du Venezuela à La Paz au cri de « le Venezuela ensuite, le Venezuela ensuite», en référence à la crise présidentielle vénézuélienne.

#### 11 novembre
Le 11 novembre, Evo Morales envoie un tweet « non pas en tant qu'ancien président, mais en tant qu'humain, pour demander aux travailleurs de la santé et de l'éducation de revenir pour fournir des services à la population, après les nombreux jours de grèves. Au-delà de toute considération politique, ils ont pour mission de prendre soin des gens avec chaleur et solidarité ». Il ne fait aucun autre commentaire sur la situation.
Après la démission de Morales, plusieurs centaines de ses partisans viennent des campagnes jusque dans les villes de La Paz et d'El Alto. À la Paz, ils incendient plusieurs bus, la résidence du recteur de l'Université d’État de La Paz et président d'un collectif qui a participé à la démission de Morales, Waldo Albarracin, et de la présentatrice de la chaîne Television Universitaria, Casimira Lema, ainsi que plusieurs casernes de police. De leur côté, des opposants cagoulés et équipés de dynamite occupent à nouveau l'ambassade du Venezuela. La maison d'un ancien ministre de Morales, Juan Ramon Quintana, est aussi pillée pour y voler des documents, par des individus non-identifiés. À la suite de ces événements, des habitants du quartier d'Achumani, un quartier aisé plutôt anti-Morales, où la maison de la famille Albarracin et un poste de policie ont été incendiés, créent un système d'alerte via smartphone et un groupe d'autodéfense équipé de pierres pour faire des rondes la nuit.

#### 12 novembre
Le 12 novembre, Evo Morales arrive en avion militaire au Mexique, où le président Andrés Manuel López Obrador et le secrétariat aux Affaires étrangères du Mexique lui ont offert l'asile politique, après de nombreux détours de son avion et une escale à Lima au Pérou car plusieurs pays latino-américains lui ont refusé ou restreint l'accès à leurs espaces aériens, avant que son avion ne puisse passer au-dessus des eaux internationales pour arriver enfin au Mexique.
Malgré le fait qu'elle ait dit attendre l'approbation du Parlement, la deuxième-vice-président du Sénat, la sénatrice de droite conservatrice Jeanine Áñez, s'autoproclame présidente par intérim sans l'attendre, en arguant "la nécessité de créer un climat de paix sociale". Evo Morales répond rapidement estimant que "le coup d'État le plus astucieux et le plus odieux de l'histoire [avait] eu lieu".
Des militants de l'opposition entrent dans le palais présidentiel, y décrochent et brûlent le « wiphala », un drapeau indigène devenu l’emblème de l’État plurinational et deuxième drapeau officiel de Bolivie depuis 2009. De même, plusieurs policiers découpent le wiphala brodé sur leur uniforme. Cet acte choque en Bolivie, où il est perçu comme raciste.

#### 13 novembre
Le 13 novembre, les États-Unis reconnaissent officiellement Jeanine Áñez comme présidente de l'État par intérim,. Celle-ci commence à nommer un nouveau gouvernement et un nouveau commandement militaire.
Les manifestations continuent à El Alto, ville majoritairement pro-Morales, et à La Paz, où l'Armée a déployé au moins un véhicule militaire, et où les manifestants continuent d'affronter la police. Dans le village de Yapacani, dans l'est de la Bolivie à 900 km de La Paz, un homme est tué par balle dans des heurts entre des manifestants et la police, ce qui porte à 10 le nombre de morts dans les affrontements depuis le début des manifestations.
Les tensions s'accroissent entre une partie des indigènes (notamment les Aymaras), 62 % de la population et majoritairement pro-Morales, et une partie de l'opposition, en raison des outrages au wiphala, et de tweets racistes récents du leader d'opposition d'extrême-droite Camacho et plus anciens de la nouvelle présidente Añez, envers les indigènes non-catholiques. Au cours d'une conférence de presse à Mexico, Evo Morales déclare : « Si mon peuple le demande, nous sommes disposés à retourner [en Bolivie] pour apaiser la situation ».

#### 14 novembre
La cérémonie du nouveau gouvernement d'Añez, dont la nomination a été terminée la veille au soir, a lieu le matin du 14 novembre. Toute la cérémonie et le choix des ministres a été fait pour être le contraire du gouvernement Morales et pour effacer son héritage. Ainsi, le gouvernement Morales était entièrement de gauche, et celui d'Añez de droite ; Morales et ses ministres ne prêtaient pas serments sur la Bible en préférant lever la main gauche en signe de socialisme, et ils avaient déclaré la Bolivie comme État laïc « indépendant de toute religion »  avec la modification de la Constitution de 2009, tandis qu'Añez et ses ministres prêtent serments sur deux Bibles, devant une croix, et sous les acclamations « Gloire à Dieu ! » ; Evo Morales était le premier président indigène de la Bolivie et avait introduit le drapeau indigène wiphala comme le deuxième drapeau national de Bolivie, aucun des ministres d'Añez n'est indigène (alors que les indigènes représentent 62 % de la population et qu'en Bolivie il y a une tradition politique qui veut que le ministre des Affaires étrangères soit toujours un indigène) et ils ont fait retirer le wiphala de plusieurs bâtiments publics. De plus, sur la photo d'investiture apparaissent Oscar Ortiz, le candidat conservateur aux précédentes élections, et le sénateur Arturo Morillo, l'un des opposants les plus vindicatifs à Morales, devenu le nouveau ministre de l'Intérieur.
Peu après l'investiture, le ministre de l'Intérieur Morillo annonce : « Nous allons faire en sorte que la loi s'applique avec tout son poids, qu'elle soit pleinement respectée. Nous allons rencontrer le procureur général pour lui dire de soutenir le pays, de soutenir le peuple bolivien, sans considération de chapelles politiques. Tous ceux qui seraient tentés par la sédition, nous allons en prendre soin ». Il vise nominalement Raúl García Linera, frère de l'ancien vice-président Álvaro García Linera, et Juan Ramón Quintana, ancien conseiller de Morales. À propos de Quintana, il prévient : « Qu'ils commencent à courir. Nous allons nous mettre en chasse de Juan Ramón Quintana. C'est une chasse parce que c'est un animal qui tue notre peuple. »
Après l'investiture, une manifestation de plusieurs milliers d'indigènes part de la ville d'El Alto jusqu'au palais présidentiel, en brandissant le whipala, pour dénoncer « un coup d’État de la droite » et demander la démission immédiate d'Añez.
Le gouvernement d'Añez prend sa première décision de politique étrangère en reconnaissant Juan Guaidó en tant que président légitime du Venezuela, ce qui accroît le contraste avec Morales qui reconnaissait lui Nicolás Maduro comme président légitime.

#### 15 novembre
Plusieurs milliers de partisans de Morales venus d'El Alto manifestent de nouveau au centre de La Paz pour réclamer son retour et en agitant le wiphala, le 15 novembre. Des heurts éclatent avec la police au milieu de l'après-midi, et des échanges de jets d'objets et de grenades lacrymogènes ont lieu.
Des manifestations pro-Morales ont aussi lieu à Cochabamba, où la police tue cinq agriculteurs pro-Morales, arrête une centaine de manifestants et en blesse un nombre indéterminé,. La Commission interaméricaine des droits de l'homme dénonce « l'usage disproportionné de la force policière et militaire », notamment des armes à feu, pour réprimer des manifestations, dans un communiqué. Depuis le Mexique, Morales déclare lors d'une interview à CNN : « C'est un vrai massacre, c'est un génocide, je déplore toutes ces morts ». Le bilan s'alourdit à neuf morts le lendemain[réf. souhaitée].
Le gouvernement d'Añez annonce l'expulsion des diplomates vénézuéliens, car ils auraient « violé les règles de la diplomatie » en « s’ingérant » dans des affaires intérieures,. Il fait arrêter aussi quatre membres cubains de la brigade médicale d'El Alto, dont deux médecins, avec de l'argent liquide sur eux, en les accusant de financer les manifestations des opposants au nouveau gouvernement ; selon le ministère cubain des affaires étrangères cet argent venait d'être retiré à la banque pour que ces Cubains puissent payer leur loyer, et demande leur libération immédiate. Par ailleurs, La Paz a annoncé vendredi que La Havane allait rapatrier « 725 citoyens cubains qui remplissent des tâches de coopération dans différents secteurs ». La Bolivie sort de l'Alliance bolivarienne pour les Amériques. Añez annonce que Morales peut revenir en Bolivie s'il le souhaite, mais dans ce cas elle le menace de poursuites judiciaires.

#### 16 novembre
Après les cinq morts et la centaine de détentions à Cochabamba de la veille, Michelle Bachelet, la haute-commissaire des Nations unies aux droits de l'homme, dénonce :
« Les premiers décès étaient dus surtout à des affrontements violents entre manifestants rivaux mais les plus récents semblent être le résultat d’un usage inutile et disproportionné de la force par la police et l’armée. C’est un développement extrêmement dangereux car, loin d’apaiser la violence, cela pourrait la rendre bien pire encore. La situation en Bolivie pourrait dégénérer si les autorités ne la gèrent pas avec délicatesse et en accord avec les normes internationales qui régissent l’usage de la force, et avec un plein respect des droits de l’homme ».
Elle dénonce aussi « des arrestations et des détentions massives », affirmant que plus de 600 personnes ont été détenues depuis le 21 octobre, « dont beaucoup au cours des derniers jours ».
Dans la journée, quatre autres personnes sont tués au cours de manifestations à travers le pays, selon la Commission interaméricaine des droits de l'homme (CIDH) et la Défenseure du Peuple (équivalent bolivien du Défenseur des droits). De plus, la CIDH dénombre au moins 122 blessés sur les journées des 15 et 16 novembre.

#### 17 novembre
Le 17 novembre, Jeanine Áñez annonce l'organisation dans de brefs délais d'élections « transparentes », sans donner plus de précision. Son gouvernement fait également passer un décret qui exonère les forces de l’ordre de toute poursuite pénale dans l’exercice de leurs fonctions, ce qui provoque la colère des partisans pro-Morales qui reprochent à ce décret de légaliser encore plus l'usage de balles réelles par la police.
À cette date, Jeanine Áñez affirme que le mouvement de contestation contre son nouveau gouvernement est en train de s'essouffler. Cependant, le décret qui exonère les forces de l'ordre de poursuite pénale, et la mort des neuf agriculteurs dans la banlieue de Cochabamba le 15 novembre, semblent au contraire le faire augmenter,,. Surtout après la version des faits diffusée par une manifestante, Leonor Gonzalez, qui affirme que les policiers avaient donné l'autorisation aux manifestants de pouvoir se diriger vers Cochabamba même, mais en demandant aux femmes de passer en premier, afin d'asperger celles-ci de gaz lacrymogènes puis de tirer sur les hommes à balles réelles.
Après des rumeurs selon lesquelles le gouvernement voudrait fermer le Parlement par décret, les parlementaires du MAS, qui y sont majoritaires, décident d'occuper le sénat jour et nuitDe plus, certains parlementaires craignent pour la sécurité de leurs familles, car ils ont peur d'être suivis en rentrant chez eux.
À La Paz, les réserves d'essence sont vides, car à El Alto des centaines de manifestants venus de cette ville et des villages environnants bloquent depuis quelques jours la raffinerie de Senkata, qui alimente la capitale en carburant, afin de demander la démission d'Áñez et du gouvernement et de protester contre la répression des manifestations. Ils bloquent les routes qui y mènent avec des pneus, des pierres et des fils barbelés.

#### 18 novembre
Le 18 novembre, les manifestants pro-Morales défilent et bloquent les routes pour exiger la démission de Jeanine Áñez et le retrait du décret qui exonère les forces de l'ordre de poursuites pénales, le qualifiant de "permis de tuer". Plusieurs milliers de personnes manifestent à La Paz dans le calme. À Cochabamba, les participants manifestent également en hommage des agriculteurs décédés le 15 novembre. L'influente Église catholique appelle le nouveau gouvernement, tous les partis politiques et la société civile à un dialogue, afin de pacifier le pays.
Un policier meurt de ses blessures, plusieurs jours après avoir été lynché par la foule.

#### 19 novembre 2019
L'armée intervient pour débloquer la raffinerie de Senkata, à El Alto, ce qui provoque plusieurs morts. Selon le ministre intérimaire de la Défense, Luis Fernando López, les soldats n'auraient pas tiré un seul coup de feu, et trois manifestants seraient morts parce que des « agitateurs » auraient lancé des explosifs sur la raffinerie. Cependant, le parquet général de La Paz communique un bilan de huit morts, causés par des heurts entre les militaires et des manifestants,,.
Le ministre du Développement productif Wilfredo Rojo a annoncé qu'un « pont aérien » avait été instauré pour « l'acheminement de viande » vers La Paz avec le concours de l'armée de l'air. En effet, la capitale connaît une pénurie de viande, car les routes qui la relient aux régions agricoles sont bloquées par des pro-Morales depuis l'autoproclamation d'Añez présidente.

#### Janvier 2020
Fin janvier 2020, alors que les manifestations reprennent, des contingents de 70 000 militaires et policiers sont déployés dans les grandes villes.

#### 14 juin 2020
Environ 200 policiers boliviens entourent et bloquent l'ambassade du Mexique à La Paz, où se trouvent l'ancien ministre Juan Ramón Quintana et 6 hauts-fonctionnaires du gouvernement de Morales, avant de se retirer au bout d'une quarantaine de minutes, quand l'attaché de l'ambassade au commerce, Edmundo Font, leur fait remarquer que selon la Convention de Vienne sur les relations diplomatiques les autorités boliviennes sont en train de violer illégalement le territoire mexicain.

#### 28 juillet 2020
La hausse des cas de personnes affectées par le Covid-19 entraîne un report du scrutin au 18 octobre. Le 28 juillet, des milliers de sympathisants du MAS manifestent pour s'opposer à cette décision, qu'ils estiment liée à la possibilité pour leur candidat de remporter le scrutin. Des blocages des routes ont également lieu le 3 août 2020[réf. nécessaire]. Le mouvement se poursuit, alors que le gouvernement tente de reporter de nouveau le scrutin.

#### Août 2020
Début août, de nouvelles manifestations nationales ont lieu contre le gouvernement et le report des élections. Le 14 août, le Tribunal suprême électoral adopte une résolution empêchant tout nouveau report.

### Préparation de nouvelles élections
Afin de résoudre la crise, Jeanine Añez transmet un projet de loi au Parlement, le 20 novembre 2019, qui prévoit d'annuler le résultat des précédentes élections et la création d'un nouveau Tribunal suprême électoral qui sera chargé de fixer une date pour de nouvelles élections. Añez peut convoquer directement des élections par décret présidentiel, mais elle préfère passer par le Parlement, où les députés MAS sont majoritaires, car elle voudrait créer un « consensus national », selon ses mots lors d'une conférence de presse.
Le 23 novembre 2019, les deux chambres du Parlement approuvent l'organisation de nouvelles élections, sans la participation d'Evo Morales,. Añez promulgue la loi le lendemain,. Le 24 novembre, des sénateurs MAS proposent aussi une loi qui vise à exonérer Morales de poursuites judiciaires, qu'Añez refuse de promulguer.
Les élections initialement prévues pour le 3 mai 2020, ont finalement été reportées à cause de la pandémie de Covid-19 au 6 septembre 2020 pour le début de la campagne électorale officielle et se tiennent le 18 octobre 2020.

## Bilan des affrontements et de la paralysie des activités

### Blessés
Le Défenseur du peuple, Nadia Cruz Tarif, a informé le mercredi 30 octobre, qu'entre les 27 et 29 octobre, son institution avait enregistré 139 blessés dans les manifestations de défense du vote qui ont eu lieu dans les neuf départements. La plupart des cas ont été enregistrés à Santa Cruz avec 71 blessés ; suivi de La Paz avec 36 cas et Cochabamba avec 23. Dans le total des cas enregistrés, 20 sont des femmes, et le jour où le plus de personnes ont été blessées est le mardi 29 octobre avec 64 cas, parmi lesquels 58 sont des hommes et six femmes.
Un cas particulier est celui de Pablo Villarroel, qui a été lynché par la foule et qui a dû être transféré en soins intensifs.
La répression des manifestations par le nouveau gouvernement de Jeanine Áñez provoque au moins 122 blessés supplémentaires les 15 et 16 novembre.

### Morts
Deux citoyens ont été blessés par balles, dans la commune de Montero, au cours des affrontements qui s'y sont produits entre grévistes et sympathisants du Mouvement vers le socialisme. Tous les deux sont morts la nuit du mercredi 30 octobre à cause de leurs blessures par balles selon les rapports préliminaires : Mario Salvatierra, 60 ans, est mort dans la clinique Cardio Salud, à cause de deux coups de feu, l'un dans le flanc et l'autre dans la poitrine, et Marcelo Terrasses, 41 ans, qui appartenait à l'Union des Jeunesses Crucénistes, dans la clinique Uni-Max, après avoir aussi été blessé par balle. Tous les deux ont été touchés après un affrontement dans le quartier de Cofadena, commune de Montero, au début de la soirée du mercredi 30 octobre.
Limbert Guzmán, un jeune de 20 ans, qui a été victime des affrontements de Quillacollo, se trouvait dans un état grave de post-arrêt cardio-respiratoire et en mort encéphalique après avoir été blessé par l'onde de choc d'un explosif non-identifié qui lui a causé des blessures internes et à la tête. Initialement, il a été transporté à l'hôpital de Colcapirhua, puis dans une clinique privée, et enfin à l'Hôpital Général Francisco Viedma, où il est mort à 20 h 45 le mercredi 6 novembre.
Au 13 novembre, après la mort d'un homme de 20 ans dans le village de Yapacani, tué d'une balle dans la tête lors d'affrontements entre les policiers, une partie des pro-Morales et une partie de l'opposition, après la démission du président, le bilan au niveau national est passé à 10 morts, dont huit tués par balles.
Au 15 novembre, après que la police a tué cinq agriculteurs pro-Morales à Cochabamba, le bilan passe à 17 morts, dont 14 dans les quatre jours après la démission de Morales, contre trois durant les trois semaines de manifestations la précédent. Après les cinq morts de Cochabamba, la Haute-commissaire des Nations unies aux droits de l'homme Michelle Bachelet note : « Les premiers décès étaient dus surtout à des affrontements violents entre manifestants rivaux mais les plus récents semblent être le résultat d’un usage inutile et disproportionné de la force par la police et l’armée ». Ce bilan s'alourdit à neuf morts le lendemain, jour où quatre autres personnes de plus sont tuées au cours de manifestations à travers le pays, ce qui porte le bilan des morts depuis le début de la crise à 23 morts.
Bien que les manifestations du 18 novembre aient été calmes, la mort d'un policier ce jour-là, des suites de ses blessures après qu'il a été lynché par la foule plusieurs jours plus tôt, porte le nombre de morts à 24.
Après des heurts qui ont provoqué huit morts à El Alto (selon le parquet général de La Paz) lorsque l'Armée a débloqué la raffinerie de Senkata par la force, le nombre de morts passe à 32,.

### Arrestations
La police a arrêté 15 mineurs dans la zone 1 de Mayo, au sud de la ville de Cochabamba, qui transportaient environ 145 bâtons de dynamite dans un minibus de service public, enfreignant la loi 400. Apparemment, les individus se dirigeaient vers le centre-ville pour débloquer certaines zones et effrayer des opposants avec la dynamite.
Au 15 novembre, après l'arrestation d'une centaine de manifestants pro-Morales à Cochabamba, le nombre de personnes arrêtées passe à plus de 600, dont la majorité dans les jours qui suivent la démission de Morales et l'autoproclamation du gouvernement d'intérim.

### Pertes économiques
La Chambre nationale de commerce (Cámara Nacional de Comercio - CNC) à travers un communiqué, fait savoir que le pays perdait environ 12 millions de dollars américains par jour car il ne pouvait plus exporter ses produits normalement depuis le 20 octobre et le début du conflit. Pour la production de banane et de lait seule, une perte de 5 millions de bolivianos (plus de 700 000 dollars américains) est calculée. La Chambre Nationale d'Industries (Cámara Nacional de Industrias - CNI) donne une perte de 60 millions de dollars (414 millions de bolivianos), calculée à la suite de quatre jours de grève, commencée dans le département de Santa Cruz et qui a continué dans plusieurs régions du pays.
Sur plusieurs marchés de Santa Cruz de la Sierra, les prix de quelques produits ont monté, les produits affectés étant les viandes, les légumes et les produits laitiers, malgré le fait que la commune ait indiqué qu'il ne devrait pas y avoir un accroissement pour les prix des produits du panier familier.
Le directeur de l'Usine nationale de ciment de Sucre SA (Fancesa) via le gouvernorat de Chuquisaca, Zacarías Herrera, révèle le lundi que la principale usine de Chuquisaca, a perdu en une semaine près de 7 millions de bolivianos (plus de 1 million de dollars américains), son marché principal, Santa Cruz, qui représente 60 % de ses ventes, étant paralysées en raison de l'interruption du transport des sacs de ciment dans la capitale cruceña.
Le représentant du transport lourd international, Gustavo Rivadeneira, a indiqué que le secteur enregistre des dommages économiques en raison du blocage par les militants du Comité civique dans le département de Santa Cruz, et que les dégâts économiques causés par la grève commençaient à toucher les autres régions du pays, en empêchant en les empêchant de récupérer la marchandise en provenance d'outre-mer.
La Chambre nationale de commerce (CNC), a calculé que les dégâts économiques à cause de la grève nationale indéfinie, avec une perte d'au moins 108 millions de dollars par jour, les secteurs affectés par la grève étant le commerce, les services, le tourisme et le transport. Le communiqué à la presse signale : « Chaque jour de conflit dans le pays, en termes de produit intérieur brut (PIB), représente une perte d'au moins 108 millions de dollars. Ceci représente seulement la valeur ajoutée de biens et produits finaux ; pourtant, si nous prenons en compte tout le mouvement économique nécessaire pour obtenir ce chiffre, nous sommes en train de parler d'un chiffre se rapprochant des 1 100 millions de dollars en mouvement au sein de l'appareil économique dans son ensemble ».
Le président de la Fédération des établissements des entreprises privées de Cochabamba (FEPC), Javier Bellott, a informé qu'environ 110 millions de bolivianos sont perdus à chaque jour de grève à Cochabamba. Les secteurs les plus affectés sont l'hôtellerie, l'industrie, la restauration, la production de bananes, les transports, l'aviculture, la floriculture et la production de lait, entre autres.
Le ministre de l'Économie et des Finances, Luis Arce Catacora, a déclaré que les pertes pour le pays en 14 jours de grève civique s'estiment à 167 millions de dollars, et il a averti que le climat d'instabilité sociale dans le pays et les prises d'assaut contre les organismes publics est en train d'occasionner la suspension du paiement des bons Juancito Peins et Rente Dignité.

### Conséquences sur plusieurs activités

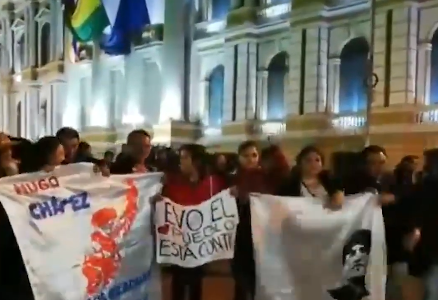
Manifestations de sympathisantes d'Evo Morales, montrant des banderoles de soutien à Morales et à l'ancien président vénézuélien Hugo Chávez.

La Fédération bolivienne de football (Federación Boliviana de Fútbol - FBF) a suspendu tous les matchs du 17e jour du tournoi de clôture du Championnat de Bolivie de football, en raison de l'absence prévue de joueurs et de spectateurs en raison des manifestations. Le 24 octobre, la FBF a également suspendu des activités du tournoi de clôture qui devait se disputer pendant le week-end. La Division Professionnelle du football bolivien a décidé de suspendre le 19e jour du tournoi de clôture dans sa totalité, et va jusqu'à remettre en doute le match amical avec le Chili, en raison des événements qui se passent dans le pays voisin.
La fondation de la Foire internationale de Cochabamba (FEICOBOL), a suspendu plus de trois foires qui auraient dû être organisée fin octobre et en novembre. L'événement le plus important qui a été annulé est la Foire de l'automobile Sobre Ruedas, événement qui était programmé du 30 octobre au 3 novembre dans le parc des expositions d'Alalay, qui a été fortement endommagé au cours d'affrontements car il servait de bureau de dépouillement pour Cochabamba.
La directrice de la Foire internationale de La Paz (FIPAZ), à travers un communiqué, a informé que les dates de plusieurs activités étaient reportées, mais qu'il n'y avait pas encore de nouvelles dates précises décidées.
Le directeur départemental de l'Éducation de Cochabamba, Iván Villa, a informé que le 29 octobre que 44 unités éducatives avaient suspendu leurs cours afin de garantir la sécurité de leurs étudiants, dont 31 publiques, 7 en convention avec le domaine public et 6 privées.
Le ministre de l'Éducation, Roberto Aguilar, a informé que la fin du calendrier scolaire était modifiée selon chaque département: Cochabamba pour le 14 décembre, Oruro pour le 10 décembre, Potosí le 23 (en pleines fêtes de fin d'année), Tarija le 16, Sucre le 17, La Paz et Santa Cruz le 14, Beni le 6, et Pando 10. La directrice exécutive du Corps d'Enseignants Urbain du département de Tarija, Roxana Quezada, a manifesté pour que son secteur ne permettra pas une reprogrammation des classes.
L'Université majeure de San Simón (UMSS) a suspendu les activités académiques et administratives jusqu'à résolutions des conflits dans le pays.
Les directions de district des communes de Sacaba, Cochabamba, Tiquipaya, Colcapirhua, Quillacollo, Vinto et Sipe Sipe (Kanata) ont suspendu les activités éducatives pour la journée du jeudi 7 novembre de 2019, afin d'éviter de mettre en danger les étudiants des écoles publiques, privées et en convention.

## Médias

### Agression et accusations d'intimidation de la presse

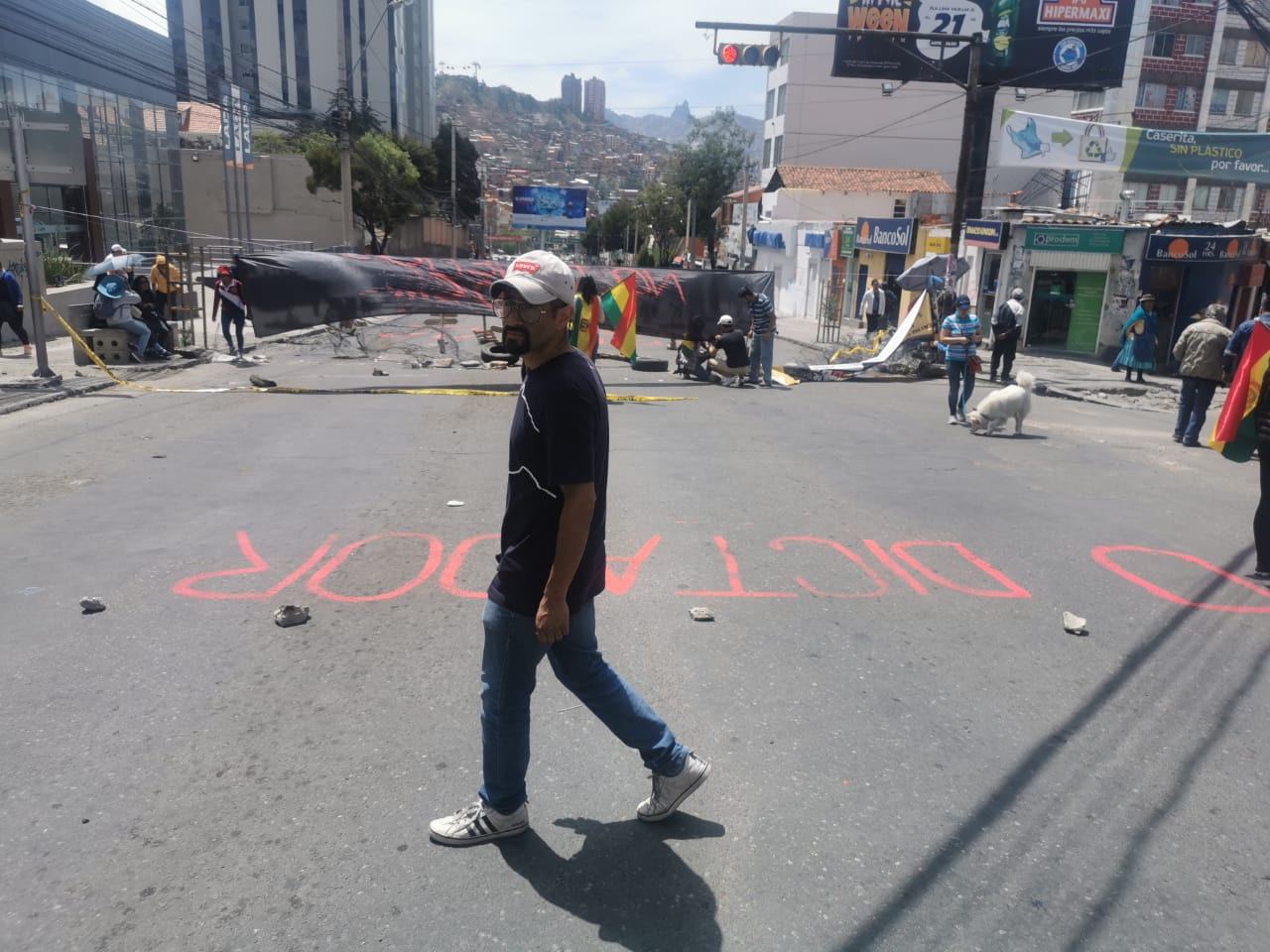
Barricade à La Paz.

Le correspondant du journal Los Tiempos de Cochabamba, Wilson Aguilar, a été agressé le soir du 21 octobre par des militants du parti au pouvoir et des policiers pendant la conférence du Tribunal Suprême Électoral (TSE) à La Paz.
Pendant qu'il couvrait une manifestation dans la nuit du 22 octobre dans le Parc des expositions de la Lagune Alalay à Cochabamba, un cadreur de Red Uno a été blessé par une grenade de gaz qui l'a frappé à la tête, ce qui lui a fait perdre conscience. Quelques minutes plus tard, le correspondant du quotidien El Deber, Humberto Ayllón, a aussi été frappé à la tête par une ancienne grenade de gaz lacrymogène, ce qui l'a blessé, tandis qu'il couvrait les affrontements à proximité du Tribunal électoral de Cochabamba,.
Le journal El Deber a informé que dans la nuit du 21 octobre, la vice-ministre de la Communication, Leyla Medinacelli, a appelé au journal pour « demander un gros titre » sur la couverture de l'édition du jour suivant du journal matinal, en spécifiant que le titre devait être un de ceux qui « démobilise[nt] des secteurs ». Le journal a expliqué qu'il ne permet pas que des personnes autre que ses propres journalistes «lui imposent un gros titre»,.
La journaliste du quotidien Los Tiempos, Geraldine Corrales, a été agressée par une personne qui a jeté un objet sur son front, pendant les affrontements du 25 octobre dans la zone sud de Cochabamba.
Le reporter-photo du quotidien La Razón, Miguel Carrasco, a été victime d'un jet de pierre sur sa tête alors qu'il faisait son travail, en photographiant des affrontements dans le lieu entre les bloqueurs qui dénonçait une fraude électorale et les partisans du parti de gouvernement.
L'Association nationale de la presse (Asociación Nacional de la Prensa - ANP) s'est manifesté via un communiqué sur la crise politique et sociale que traverse la Bolivie, en appelant à éviter la violence de n'importe quelle nature qu'elle soit, et à préserver la démocratie et l'unité nationale entre les Boliviens.
Un groupe de jeunes avec des drapeaux de la Bolivie et des masques ils ont agressé à la journaliste de Red ATB et diplômée de journalisme à l'Université de la Vallée (Univalle), Brishka Espada, alors qu'elle couvrait les événements de Cochabamba, en étant huée et insultée, la taxant de "masiste" ; la victime demande le respect du travail de la presse.
Le représentant du Défenseur du peuple à Cochabamba, Nelson Cox, a condamné les actes d'agression contre des journalistes et a exigé des garanties aux institutions publiques.
Au même moment la Fédération syndicale des travailleurs de la presse appelle à exiger des garanties sur le travail des médias, surtout pour ceux qui travaillent à Cochabamba, car le 30 octobre 2019, un groupe de transporteurs a hué et fait preuve de violences verbales et physiques à l'encontre des travailleurs qui couvraient les événements. Le commandant de la police, Raúl Grandy, accompagné d'autres policiers, est intervenu et a demandé à la presse de reculer.
Le cadreur du réseau de télévision privé Gigavisión, Daynor Fleurs Quispe, a été victime de l'explosion d'un bâton de dynamite pendant les affrontements entre des policiers et des manifestantes, pendant les troubles nocturnes du 31 octobre dans la ville de La Paz, le blessant à la jambe. Jhonatan Rivero, journaliste de réseau PAT qui se trouvait au siège de gouvernement est resté étourdi après l'explosion.
Le cadreur Miguel Yeuses et le journaliste Alejandro Mendoza (ATB) ont été des victimes d'une agression, provoquée par des jeunes appartenant à un groupe de producteurs de feuilles de coca appartenant lui-même au MAS-IPSP, qui ont réagi avec violence lorsqu'ils ont vu que les journalistes enregistraient une vidéo, en diffusant en direct et au niveau national l'agression d'un membre du groupe de jeunes Résistance Cochala qui exige la démission du président Evo Morales et qui demande de nouvelles élections. Tandis que Cristina Cotari (Los Tiempos) a été obligée d'interrompre son enregistrement d'une vidéo des blocages dans la ville de Quillacollo, spécifiquement celui de la rivière Huayculi, où les violences ont provoqué plusieurs blessés.
Après la démission du gouvernement Evo Morales, le 11 novembre, certains de ses partisans incendient la maison de la présentatrice de la chaîne Televisión Universitaria, Casimira Lema, à la Paz. Dans la nuit, après que des bandes ont semé la peur dans le quartier aisé d'Achumani, dans le sud de La Paz, le journal Pagina Siete préfère fermer temporairement ses bureaux.

### Attaques informatiques
Les pages Facebook des médias urgente.bo, Agencia de Noticias Fides (ANF), Opinión, Gigavisión, en plus des portails d'information Detrás de la Verdad et Encontrados ont été bloqués à cause de « restrictions » temporaires. Le directeur du journal digital urgente.bo, Grover Yapura, a indiqué que son journal a été visé par une attaque informatique.

### Accusations de l'État bolivien envers les médias
La journaliste Miriam Jemio a capturé les images de Radio Patria Nueva du Système national de radiodiffusion bolivien de l’État plurinational de Bolivie, accompagnées du texte suivant : “Des membres du Groupe Irrégulier Résistance Cochala usent des armes de feu en Cochabamba”. De même, l'Agence Boliviana d'Information (Agencia Boliviana de Información - ABI), a diffusé sur sa page web diverses images des affrontements au Venezuela, comme s'ils avaient été des événements qui se sont produits en Bolivie, dans le contexte de crise politique que traverse le pays.

## Réactions

### Réactions nationales

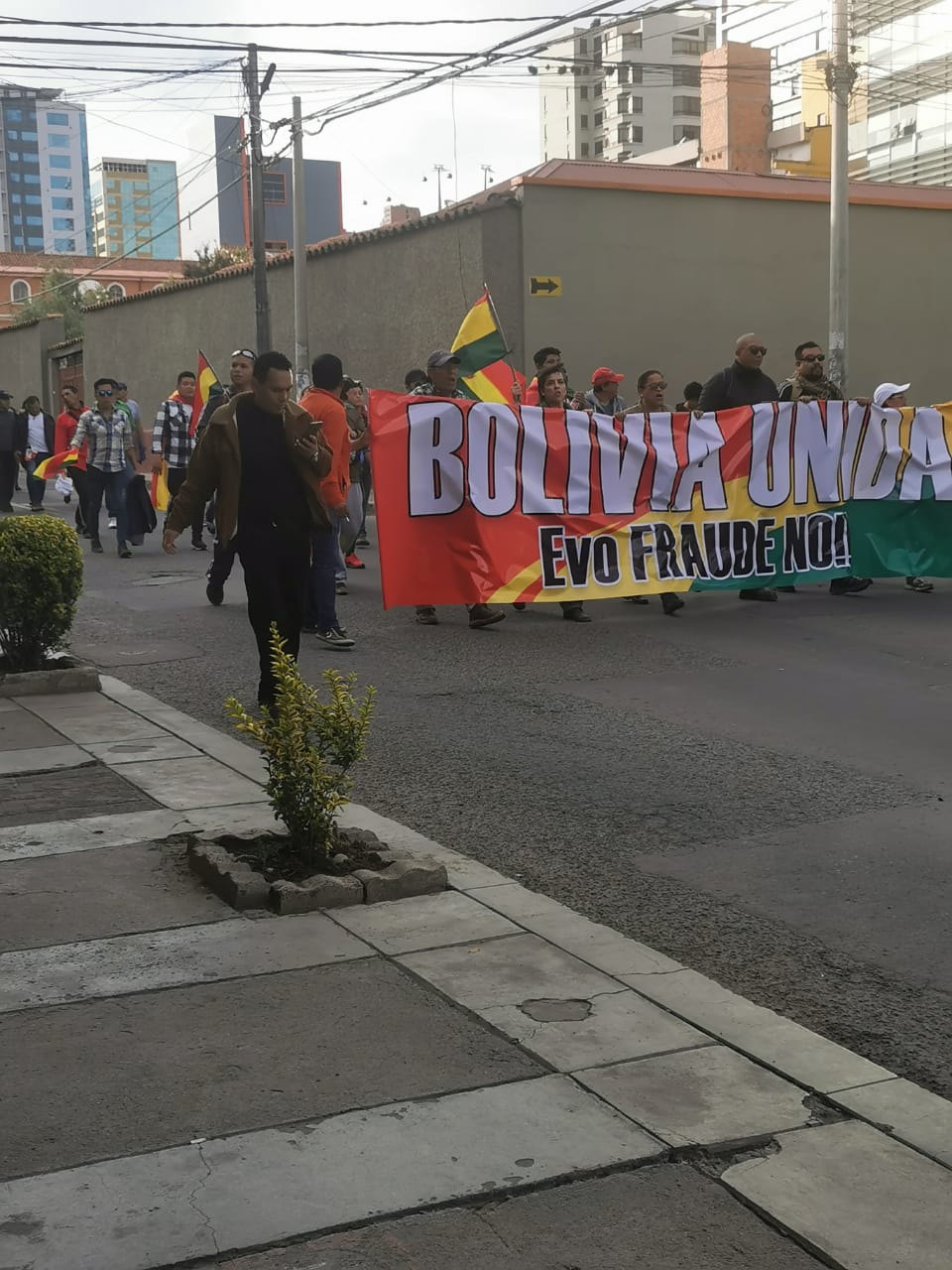
Manifestation dans le macro-district sud.

Le Mouvement vers le socialisme, le parti de gouvernement de la Bolivie, a appelé les sympathisants de Morales à le défendre.
Un autre candidat de l'opposition, Óscar Ortiz, a appelé à manifester pacifiquement pour « maintenir la légitimité de la revendication démocratique ». Óscar Ortiz a déclaré que « la tyrannie était finie ».
Carlos Mesa a demandé des mobilisations civiles pour défendre le vote et dénoncer les fraudes électorales. Dans une vidéo ultérieure, Mesa a demandé des manifestations constantes jusqu'à ce qu'un deuxième tour ait lieu, et il a ajouté qu'il apporterait des preuves de l'existence des fraudes.Puis il a célébré la « fin de la tyrannie », avec son message « À la Bolivie, à son peuple, aux jeunes, aux femmes, à l'héroïsme de la résistance pacifique. Je n'oublierai jamais ce jour unique. La fin de la tyrannie. Comme Bolivien, je remercie cette leçon historique. Vive la Bolivie !!!!! ».
Le président du Comité civique pro-Santa Cruz, Camacho, a convoqué une chasse aux dirigeants du MAS et a demandé de « traquer les traîtres ». Via un communiqué, il a affirmé que « Le M.A.S. est une organisation criminelle. Une fois Evo Morales tombé, il y aura un ratissage pour identifier les ‘cyber corrompus’ traîtres au peuple et les incarcérer sur place grâce à des dispositifs mobiles ».
La Conférence épiscopale bolivienne (CEB) a averti d'une fraude présumée et a exigé que les autorités électorales accomplissent leur devoir d'« arbitre impartial du processus électoral ». La CEB a aussi demandé aux « observateurs internationaux d'accomplir leur mission de surveiller la transparence du processus électoral » afin de respecter le peuple bolivien et les principes de la démocratie, en signalant qu'un des observateurs des élections, l'Union européenne, avait financé le système de dépouillement électronique des votes et, donc, devait fournir la garantie qu'il soit correctement utilisé.
Le ministre de la Justice, Héctor Arce, a nié la présumée fraude électorale et il a dit que les manifestations étaient injustifiées, puisque le processus de dépouillement électoral est libre d'accès et public. Également, il a demandé à l'OEA de réaliser des audits pertinents sur les votes « un à un ».
Le 22 octobre, le vice-président de la junte électorale bolivienne, Antonio Costas, considéré comme l'unique membre indépendant du TSE et qui n'en répond pas à Morales, a démissionné et a critiqué au Tribunal Électoral pour la suspension de la publication des résultats du TREP, en disant que les problèmes avec le dépouillement ont discrédité le processus démocratique,.
Le Comité national pour la défense de la démocratie en Bolivie (en espagnol : Comité Nacional para la Defensa de la Democracia en Bolivia, Conade) rend le gouvernement de Morales responsable de n'importe quelle confrontation qui pourrait se passer dans le pays et a demandé une grève nationale indéfinie à partir de 23 octobre à minuit,.
Dans un discours télévisé du 23 octobre, Morales a affirmé qu'un putsch était en cours dans son pays qu'il avait été orchestré par des groupes de droite en Bolivie avec l'aide de puissances étrangères. Plus tôt dans la journée, Manuel González a annoncé qu'il pensait qu'il devrait y avoir un second tour même si Morales avait remporté avec plus de 10 points en pourcentage d'avance, puisque son avance (basée sur des résultats antérieurs) serait jugée « insignifiante ».
Au matin du 23 octobre, le Conseil de l'OEA s'est réuni pour analyser la situation en Bolivie. L'ambassadeur de Bolivie auprès de l'OEA, José Alberto González, a dit au conseil que l'interruption du TREP était dû à un problème d'internet dans les zones rurales. Les États-Unis, le Brésil, l'Argentine et la Colombie se sont montrés en faveur d'un deuxième tour, si l'OEA ne réussit pas vérifier les résultats du premier tour. En attendant, le secrétaire général de l'OEA, Luis Almagro, a suggéré que les résultats des élections nationales en Bolivie ne soient pas considérés comme légitimes jusqu'à ce que cette organisation internationale réalise les audits sollicités par le TSE et par le gouvernement bolivien.
Le président Morales a réaffirmé sa victoire le 24 octobre pendant un rassemblement de militants et d'organisations sociales sur la Plaza 14 de Septiembre à Cochabamba, et a accusé Mesa et d'autres adversaires d'être des putchistes, en minimisant les blocages et les manifestations et a offert aux manifestants la possibilité de suivre des ateliers et des séminaires pour organiser les blocages,.
A 21 h (heure locale), le 24 octobre, via une vidéo sur Twitter, Mesa déclare que le MAS ne voulait pas du ballottage, en dénonçant une fraude électorale et en appelant la population à « continuer la lutte démocratique »,.
Le président Evo Morales appelle ses partisans, le 29 octobre, à défendre le siège du gouvernement contre les blocages, en attendant une réunion avec l'opposition prévue pour le lendemain.
La ministre de Santé, Gabriela Montaño, se joint aux fonctionnaires du gouvernement, aux coopératives minières et aux sympathisants du MAS-IPSP devant la porte du ministère de la Santé devant la plaza del Estudiante de La Paz, pour crier aux opposants : « Les putschistes ne passeront pas ».
Pendant le conseil municipal du Comité civique pro-département de La Paz, qui a eu lieu au soir du 28 octobre, le gouverneur et candidat de l'opposition, Félix Patzi, a exigé l'annulation des élections présidentielles et la démission des membres du Tribunal suprême électoral (TSE).
Le présentateur Fernando del Rincón, a remis en cause la députée du MAS Susana Rivero avec une simple question : « Comment justifiez-vous la menace du président Morales de bloquer les villes qui protestent contre la fraude électorale, menace qui en plus viole la Constitution politique de l'État bolivien ? ». La députée a éludé la question avec une longue explication sur celle qu'elle a justifié comme étant le « contexte », en montrant une carte de la Bolivie où prédominait le bleu, couleur qui représente son parti politique dans les chartes graphiques, et a continué ainsi tout au long de l'entretien, jusqu'à la fin du programme,.

### Réactions internationales

#### Anti-Morales
- États-Unis : Dans un premier temps, le Secrétaire d'État des États-Unis, Mike Pompeo, appelle la Bolivie à respecter l'intégrité électorale[257],[258]. Puis Donald Trump, a salué la démission de Morales, la qualifiant de « moment important pour la démocratie dans l'hémisphère occidental ». Il a affirmé dans une déclaration écrite que le départ de Morales préservait la démocratie et ouvrait la voie à la parole du peuple bolivien. Le président Trump a également déclaré que la démission de Morales envoyait un signal fort aux « régimes illégitimes » du Venezuela et du Nicaragua. Le 13 novembre, un communiqué du Secrétaire d'État des États-Unis Mike Pompeo indique : « Les États-Unis saluent la décision de la sénatrice bolivienne Jeanine Añez de prendre la présidence par intérim afin de mener sa nation durant cette transition démocratique »[161].
- Brésil : Jair Bolsonaro, président du Brésil, a déclaré que « les dénonciations de fraude électorale ont provoqué la démission du président Evo Morales. La leçon pour nous est que, au nom de la démocratie et de la transparence, les audits puissent recompter le maximum de vote. Le VOTE est un signe de clarté pour le Brésil ! »[259].

#### Pro-Morales
- Argentine : L'ex-présidente et vice-présidente élue d'Argentine, Cristina Fernández de Kirchner, a signalé aux médias qu'« en Bolivie, des manifestations violentes sans aucun type de limitation par les forces policières incendient des logements et prennent en otage des personnes, tandis que les Forces armées « suggèrent » au président indigène et populaire Evo Morales de démissionner. [...] Ce qui s'est passé en Bolivie s'appelle un coup d’État... »[260].
- Mexique : Le président mexicain Andrés Manuel López Obrador a félicité au téléphone Alberto Fernández et Evo Morales, pour leurs « victoires au cours d'élections libres et démocratiques »[261],[262]. Puis, le gouvernement du Mexique a offert l'asile politique à Morales. Le chancelier mexicain, Marcelo Ebrard, a informé que si Evo Morales décide de solliciter l'asile, l'ambassade du Mexique à La Paz le lui attribuera, et que 20 personnalités de l'Exécutif et Législatif de Bolivie s'y trouvaient[263]. Le 11 novembre, en conférence de presse, Ebrard a qualifié les faits du 10 novembre de putsch et a confirmé l'asile politique de Morales, qui l'a accepté dans l'après-midi. L'après-midi du même jour, le chancelier mexicain a confirmé que le Mexique accueillera Morales.
- Cuba: Le président cubain félicite Evo Morales pour sa victoire préliminaire, obtenue « malgré la guerre médiatique de la droite continentale »[264]. Puis, le président de la République cubaine Miguel Díaz-Canel a appelé les événements un « coup d'État » et a exprimé sa solidarité à Evo Morales[265].
- Chine : La chancellerie de Chine demande de chercher une solution constitutionnelle à la situation en Bolivie[266].
- Iran : Le porte-parole du ministère iranien des Affaires étrangères, Seyed Abbas Musavi, diffuse un communiqué qui félicite le président bolivien, Evo Morales, après sa victoire à l'élection présidentielle[267].
- Russie : La chancellerie de Russie demande de chercher une solution constitutionnelle à la situation en Bolivie[266]. Pour le ministère russe des Affaires étrangères, la crise bolivienne présente les caractéristiques d'un putsch[268].
- Venezuela : Le gouvernement du Venezuela considère que Morales gagnant des élections, en le félicitant par son quatrième mandat, et Nicolás Maduro a exprimé son soutien à Evo Morales, le qualifiant de « président réélu, légitime et constitutionnel »[269],[270]. La vice-présidence de la République bolivarienne du Venezuela a de plus félicité Morales pour sa « victoire », via le chef de la diplomatie vénézuélienne, Jorge Arreaza[271]. Le ministre de la Présidence de Bolivie, Juan Ramón Quintana, a comparé Carlos Mesa à Juan Guaidó, qui se dispute la présidence du Venezuela avec Maduro, affirmant que dans le pays se développe une stratégie de désignation d'un « gouvernement parallèle »[272]. Le président du Venezuela, Nicolás Maduro, a émis une déclaration où il condamne « catégoriquement le coup d'État réalisé à l'encontre de notre président-frère Evo Morales »[273].
- Nicaragua : Le président du Nicaragua, Daniel Ortega, a dénoncé un « coup d'État ».

#### Appel à de nouvelles élections
- Espagne: Le ministre des Affaires étrangères, de l'Union Européenne et de la Coopération en fonction, Josep Borrell, a fait savoir que le gouvernement espagnol regrette que les nouvelles élections annoncées par Morales aient été annulées par l'intervention des Forces Armées, ce que le gouvernement espagnol condamne, et il a sollicité des garanties pour la sécurité du président démissionnaire et pour les membres de son gouvernement[274].
- France : À la tribune de l'Assemblée nationale, la Secrétaire d’État aux affaires européennes, Amélie de Montchalin, « appelle au calme et à la retenue toutes les autorités de transition. [...] Il n'y a qu'une solution: organiser le plus rapidement possible un processus démocratique qui recrée de la confiance dans cette démocratie qu'il nous faut protéger [...] Nous voulons qu'elle se tienne le plus rapidement possible, l'Union européenne enverra des experts sur le terrain bien évidemment [...] Il faut arrêter d'alimenter une confrontation entre les différentes composantes de la société bolivienne [...] Nous n'acceptons en rien les manifestations violentes, nous cherchons à protéger la démocratie dans un pays où des élections doivent se tenir »[275]
- Pérou : Le Ministère des Affaires étrangères a affirmé qu'il fallait « passer par le vote » pour que la transition politique en Bolivie se fasse dans le cadre des lois de l'État plurinational[276],[277]. De son côté, l'ex-président Ollanta Humala a condamné la « rupture institutionnelle provoquée par l'attitude politique des Forces armées »[278].
- Union européenne : La Haut représentant de l'Union pour les affaires étrangères et la politique de sécurité Federica Mogherini a exhorté les camps impliqués dans les événements en Bolivie à faire preuve de retenue et de responsabilité afin d'organiser de nouvelles élections[279].
- Organisation des États américains (OEA) : Durant une conférence de presse, le chef de la mission d'observation électorale de la OEA, Manuel González, a fait une déclaration dans laquelle son équipe a exprimé sa « préoccupation devant des changements drastiques et inexplicables » publiés par le Tribunal suprême électoral qui ont été utilisés pour utiliser la victoire d'Evo Morales dès le premier tour, en disant « il est fondamental que la volonté citoyenne soit pleinement respectée pour honorer les valeurs contenues dans la Charte démocratique interaméricaine de l'OEA »[280]. De plus, la mission a publié une déclaration demandant le respect de la volonté des citoyens[281],[282]. La Commission interaméricaine des droits de l'homme (CIDH) a exprimé sa préoccupation « devant les faits graves de violence qui ont eu lieu dans le cadre du processus électoral en Bolivie », en appelant à la sécurité, à l'intégrité personnelle et la liberté d'expression de ses habitants[283].

## Lire aussi
- Troubles de 2008 en Bolivie
- Manifestations de 2019 en Équateur
- Manifestations de 2019-2020 au Chili
- Manifestation de 2019 Honduras
- Renaud Lambert, « En Bolivie, un coup d’État trop facile : Un soulèvement populaire qui profite à l’extrême droite », Le Monde diplomatique,‎ décembre 2019 (lire en ligne)